# Rosenau (Brandenburg)
Rosenau [ˈʀoːzənaʊ̯] ist eine Gemeinde mit etwas mehr als 900 Einwohnern im Landkreis Potsdam-Mittelmark in Brandenburg. Sie entstand schon 2001 vor der brandenburgischen Gemeindegebietsreform 2003 durch den freiwilligen und gleichberechtigten Zusammenschluss der Gemeinden Rogäsen, Viesen und Warchau und der Eingliederung von Zitz. Der Name ist eine Wortschöpfung aus Silben der Dorfnamen Rogäsen, Viesen und Warchau. Zu Rosenau gehört auch das Dorf Gollwitz. Rosenau gehört zum Amt Wusterwitz.
Die Landschaften der Gemeinde sind eiszeitlich geprägte Höhenzüge und Talungen wie die Karower Platte und das Fiener Bruch. Eine menschliche Besiedlung spätestens seit der Mittelsteinzeit ist anhand archäologischer Funde belegt. Erste Erwähnung fand das Dorf Zitz im Jahr 974. Zwei Gutshäuser, eine Turmruine und mittelalterliche Feldsteinkirchen zählen zu den denkmalgeschützten Sehenswürdigkeiten Rosenaus.
Weite Teile der Gemeinde sind als Schutzgebiet ausgewiesen. Im Fiener Bruch befindet sich eine Population der seltenen und geschützten Großtrappen.

## Geographie

### Geographische Lage
Die Gemeinde Rosenau liegt im Westen des Landkreises Potsdam-Mittelmark an der Grenze zu Sachsen-Anhalt und dem Landkreis Jerichower Land etwa 10 Kilometer südwestlich der Mittelstadt Brandenburg an der Havel, dem Oberzentrum der Region und etwa 50 Kilometer westlich der Stadtgrenze der Bundeshauptstadt Berlin, im äußeren westlichen Bereich der Metropolregion Berlin/Brandenburg. Sie hat eine Fläche von über 49 Quadratkilometern. Der tiefstgelegene Punkt des Gemeindegebiets befindet sich im Wusterwitzer Becken an der nördlichen Gemeindegrenze, am Grenzgraben, mit 30 Metern über Normalnull. Der höchstgelegene Punkt ist der 85,9 Meter hohe Gollwitzer Berg nahe der Landesgrenze. Die Erhebung ist Teil einer eiszeitlich gebildeten Hügelkette beziehungsweise Hochfläche, der Karower Platte, die nach Westen bis ins Jerichower Land und nach Osten fast an den Fluss Buckau bei Mahlenzien reicht.

### Gemeindegliederung, Nachbarstädte und -gemeinden

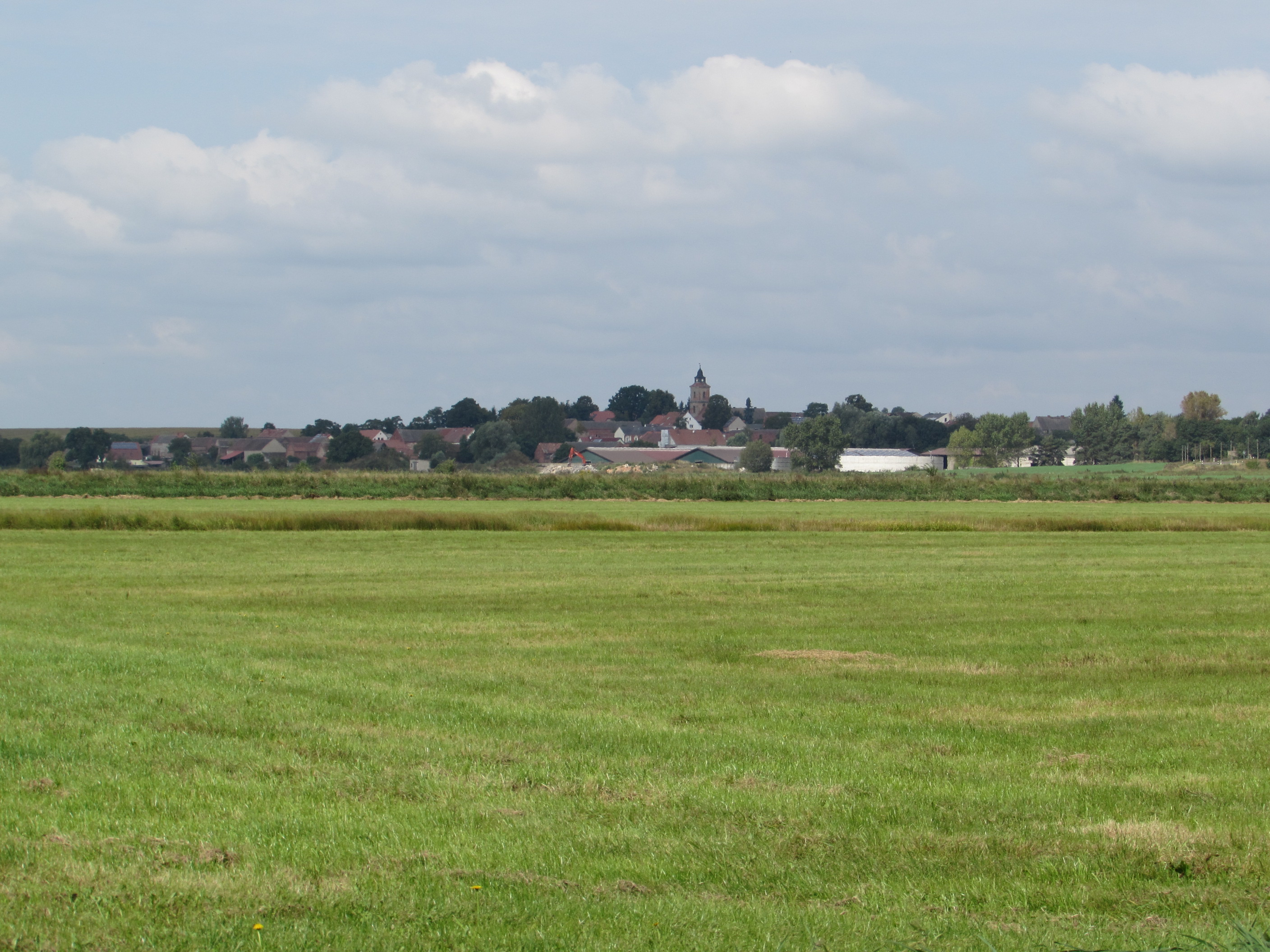
Blick auf Zitz über das Fiener Bruch

Rosenau gliedert sich in vier Ortsteile und einen Gemeindeteil. Die drei Dörfer Viesen, Rogäsen und Zitz liegen unmittelbar am Südhang der Karower Platte am Übergang zum Fiener Bruch und sind administrativ Ortsteile. Der Wohnplatz Viesener Mühle liegt im Bruch am Ufer der Buckau. Am Nordhang der Karower Platte liegen der Ortsteil Warchau und der Gemeindeteil Gollwitz. Rosenau gehört zum Amt Wusterwitz, dem noch die Gemeinden Wusterwitz und Bensdorf angehören.
An die Gemeinde Rosenau grenzen im Uhrzeigersinn folgende Städte, Gemeinden und Ortschaften: im Süden die Gemeinde Wenzlow mit der Gemarkung Boecke und die Kleinstadt Ziesar mit den Gemarkungen Glienecke, Bücknitz und Ziesar, die wie Rosenau zum Landkreis Potsdam-Mittelmark gehören, im Westen die Stadt Jerichow mit Karow und Kade im Jerichower Land in Sachsen-Anhalt, im Norden und Nordosten Wusterwitz, das ebenfalls Teil Potsdam-Mittelmarks ist und im Osten die kreisfreie Stadt Brandenburg an der Havel mit den Gemarkungen Kirchmöser und Mahlenzien.

### Geologie

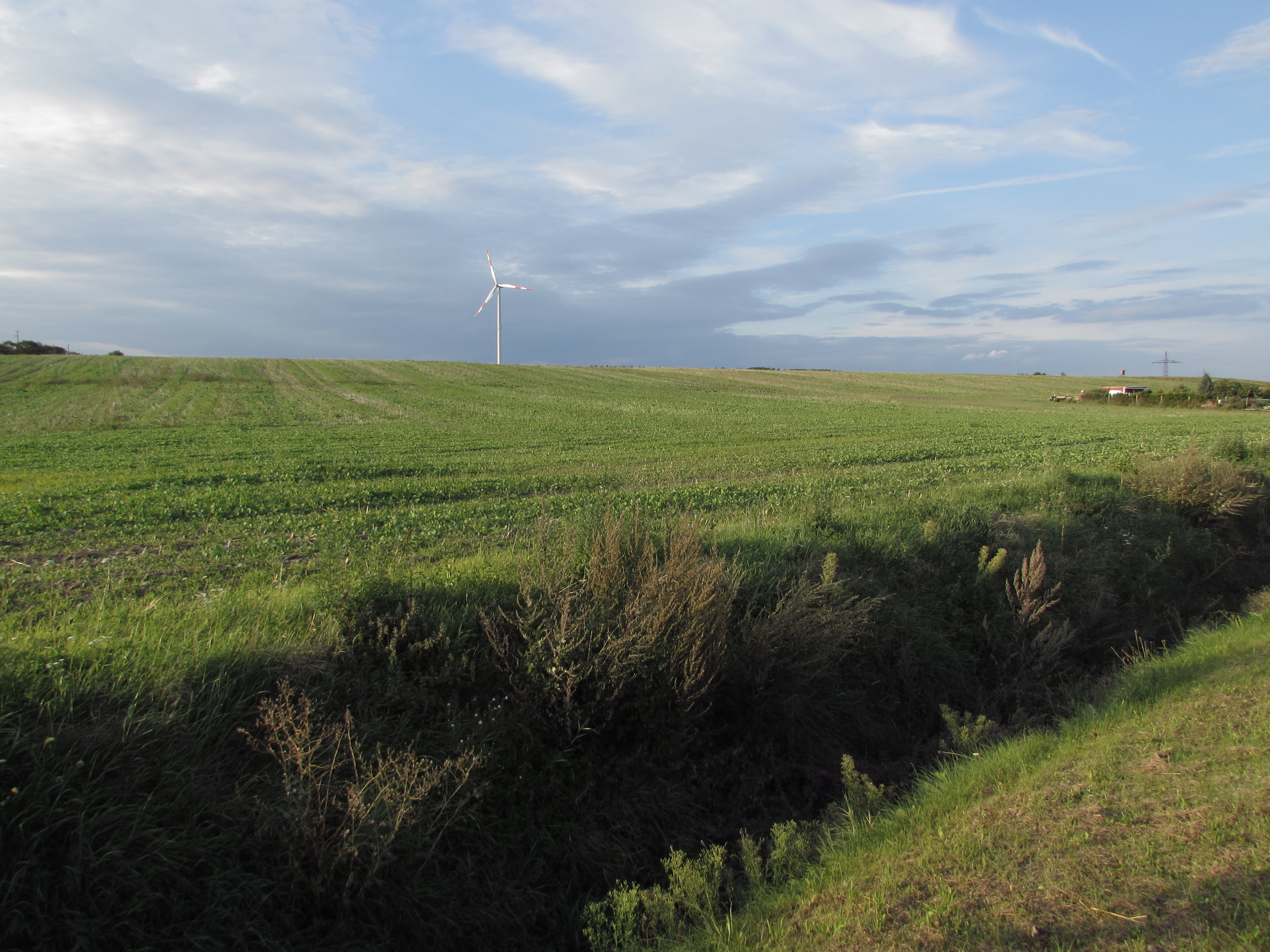
Südhang der Karower Platte

Die Landschaften der Gemeinde wurden während der letzten, der Weichselkaltzeit, geprägt. Es ist eine Dreiteilung zu erkennen. Im Norden befindet sich das tief liegende Wusterwitzer Becken, im mittleren Bereich der hüglige Höhenzug der Karower Platte, im Süden das Tal des Fiener Bruchs. Von Nordosten aus Skandinavien vordringendes Inlandeis überformte an der Haupteisrandlage der Brandenburg-Phase den Höhenzug der Karower Platte. Dieser Höhenzug bestand bereits vorweichselkaltzeitlich, wie ältere rotbraune tonige Geschiebemergel, Bändertone und rollige Sedimente belegen. Die Haupteisrandlage wird im Bereich Rosenaus durch die Endmoränen, den 67,2 Meter hohen Weinberg und den 68,5 Meter hohen Friedensberg nahe dem Südhang der Platte markiert. Unterhalb des Friedensbergs weisen Sande, feine Kiese und Geröll auf dessen Randlage hin. An der ersten rückwärtigen Eisrandlage, der Randlage 1a, liegt der markante Gollwitzer Berg, die höchste Erhebung der Karower Platte. Im Osten im Bereich der Gemeindegrenze zwischen den Dörfern Viesen und Mahlenzien liegt großflächig der Mahlenziener Sander, ein periglazialer Schwemmkegel mit fluvioglazialen Sedimenten. Weiterhin befinden sich im Gebiet der Platte Schmelzwassersedimente der Vorschüttphase und auch Grundmoränenbildungen der älteren Saalekaltzeit. Das Wusterwitzer Becken ist ein Grundmoränenbecken im Rückland der Karower Platte. Es wurde mit Schmelzwassersanden aufgefüllt. Aufgrund seiner tiefen Lage war es in der Folge im Gebiet Rosenaus von Moorbildung geprägt.
Das Fiener Bruch südlich der Platte ist der nordwestliche Ausläufer des Glogau-Baruther Urstromtals. Dieses Urstromtal war in seiner eiszeitlichen Geschichte mindestens zweimal von Schmelzwässern in nordwestlicher Richtung parallel zur Gletscherkante durchflossen. Das Fiener Bruch stellt einen tiefliegenden Senkungsbereich dar, in dem sich ein Feuchtgebiet entwickelte, das ebenfalls von Moorbildung geprägt war.

### Böden
Die Böden sind typisch für eiszeitlich geprägte Landschaften. In den tiefliegenden Bereichen des Wusterwitzer Beckens im Norden Rosenaus dominieren Erdniedermoore, Kalkgleye und Anmoorgleye. Im Fiener Bruch im Süden der Gemeinde finden sich ebenfalls großflächig Erdniedermoore und Anmoorgleye. Die Bereiche des Wusterwitzer Beckens und des Fiener Bruchs sind, so sie aufgrund vorgenommener Entwässerung landwirtschaftlich nutzbar sind, als Böden mit hohem Ertragspotential klassifiziert.
Im Bereich der Karower Platte dominieren Braunerde, Podsol-Braunerde und Fahlerde. Am Südhang zwischen Rogäsen und der östlichen Gemeindegrenze gibt es einen schmalen Streifen Gley-Braunerde. All diesen Bereichen wird kein hohes Ertragspotential zugeschrieben. Auf einem Teil der Platte, westlich und nordwestlich des Dorfes Viesen befindet sich jedoch großflächig Pseudogley beziehungsweise Fahlerde-Pseudogley. Dieses Gebiet mit den fruchtbarsten Flächen der Gemeinde hat ein sehr hohes Ertragspotential.

### Flächennutzung
| Flächennutzung 2012                 | Fläche in ha |
| ----------------------------------- | ------------ |
| Gebäude- und Freiflächen            | 86           |
| davon Wohnflächen                   | 32           |
| davon Gewerbe- und Industrieflächen | 10           |
| Verkehrsflächen                     | 151          |
| davon Straßen, Wege, Plätze         | 137          |
| Wasserflächen                       | 45           |
| Landwirtschaftsflächen              | 3503         |
| Waldflächen                         | 1140         |
| Betriebsflächen                     | 2            |
| davon Abbauflächen                  | 1            |
| Erholungsflächen                    | 9            |
| davon Grünanlagen                   | 7            |
| Flächen anderer Nutzung             | 11           |
| davon Friedhöfe                     | 0            |
| davon Unland                        | 11           |
| Gesamtfläche                        | 4949         |

Rosenau ist eine ländliche Gemeinde. Mehr als 93 Prozent des Gemeindegebietes sind landwirtschaftlich genutzt oder Wälder. Den größten Anteil haben mit 70,8 Prozent die landwirtschaftlichen Flächen. Dieser Anteil liegt deutlich über dem Landesdurchschnitt Brandenburgs von etwa 49 Prozent. Vor allem die Niederungsflächen des Fiener Bruchs und des Wusterwitzer Beckens werden für Ackerbau und Viehwirtschaft genutzt. Unter dem Landesdurchschnitt liegt mit 23 Prozent der Anteil an Waldflächen. Dieser macht brandenburgweit 35,6 Prozent aus. Bewaldet sind in erster Linie unfruchtbarere Flächen der Karower Platte wie die Kuppen des Gollwitzers, des Wein- und des Friedensbergs und der Mahlenziener Sander.
Nur 0,9 Prozent des Gemeindegebiets sind Wasserflächen, was deutlich unter dem Landesdurchschnitt des gewässerreichen Bundeslandes liegt. Brandenburgweit machen Wasserflächen 3,4 Prozent aus. Gründe sind das Fehlen von natürlichen oder künstlichen Seen und die weitgehende Trockenlegung des Fiener Bruchs. So reduzieren sich die Wasserflächen der Gemeinde auf Bäche und eine Vielzahl von Gräben. Ein nur geringer Flächenanteil Rosenaus ist bebaut, in erster Linie im Bereich der Ortskerne. Die Art der tatsächlichen Nutzung der Flächen ist in der Tabelle Flächennutzung 2012 aufgeschlüsselt.

### Gewässer

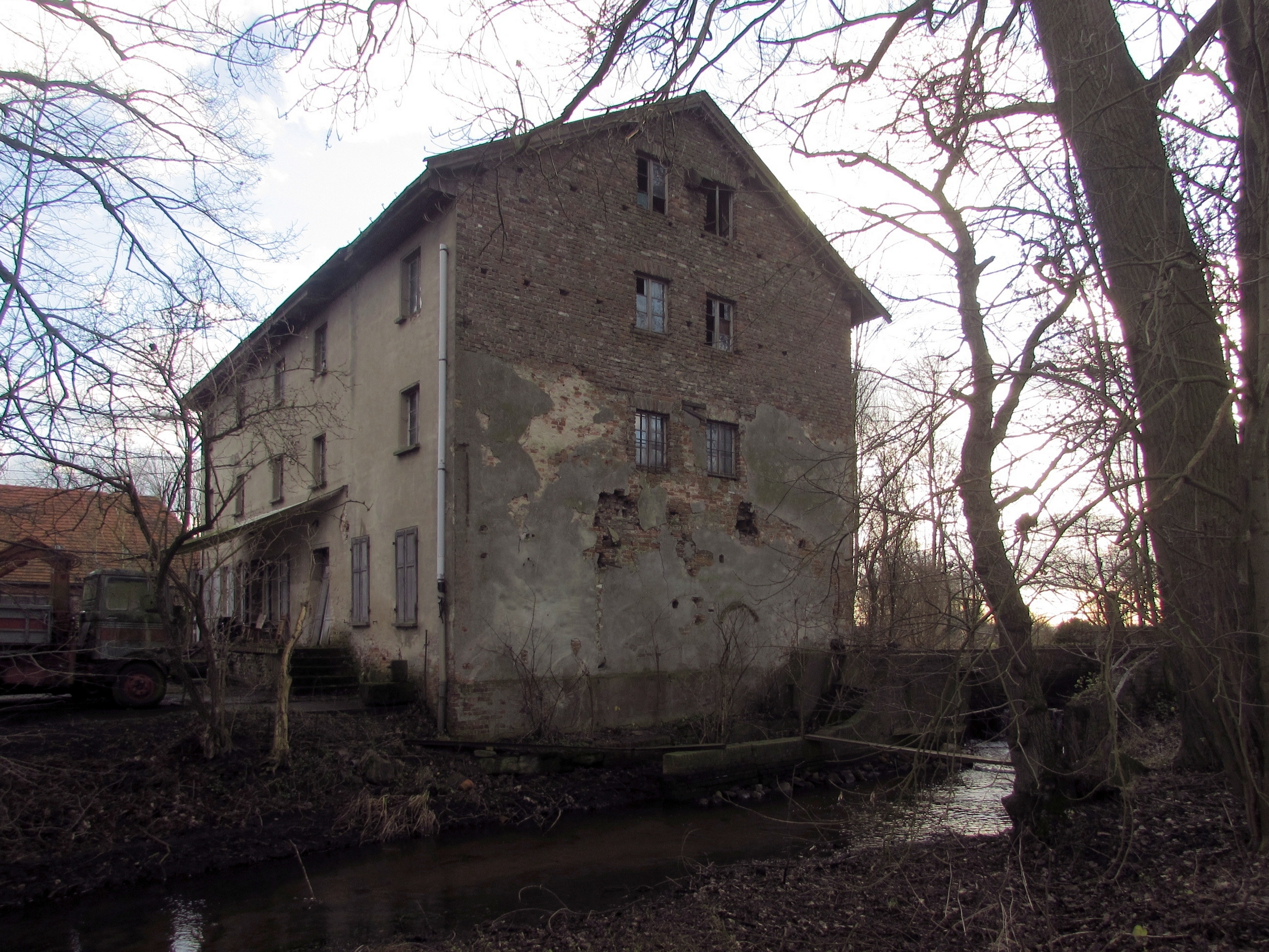
Die Buckau an der stillgelegten Viesener Mühle

Weniger als ein Prozent der Fläche Rosenaus sind Wasserflächen. Es gibt in der Gemeinde keine Seen, jedoch einige natürliche und eine Vielzahl künstlicher Fließgewässer, vor allem im Bereich des Fiener Bruchs im Süden, das von einem ganzen System von Meliorationsgräben durchzogen wird, und des Wusterwitzer Beckens im Norden. Größtes Fließgewässer ist die Buckau, ein Nebenfluss der Havel. Sie entspringt im Hohen Fläming im Süden, tritt südlich von Rogäsen in das Fiener Bruch ein und fließt in nordöstlicher Richtung durch das Bruchtal. Südlich von Viesen liegt eine der vielen ehemals durch den Fluss angetriebenen Wassermühlen, die Viesener Mühle. An der Gemeindegrenze zur Stadt Brandenburg an der Havel befindet sich eine Staustufe, die den Abfluss reguliert. Weitere Staustufen, auch mehrere Mühlenstaue begleiten den weiteren Verlauf. Die Buckau mündet im Stadtgebiet Brandenburgs am Südufer in den von der Havel durchflossenen Breitlingsee. Die biologische Gewässergüte wird für die Buckau mit der Güteklasse II (mäßig belastet) angegeben.
Die Buckau nimmt im Bruchtal eine Vielzahl von begradigten und umgeleiteten Bächen und Gräben auf, die teilweise schon vor Jahrhunderten zur Entwässerung des moorigen Feuchtgebietes angelegt wurden. Die wichtigsten innerhalb der Gemeinde sind der Buckauer Hauptgraben, der in seinem unbegradigten Oberlauf Kobser Bach heißt, die Holzbuckau, ein begradigter ehemaliger Nebenlauf der Buckau, und der Zitzer Landgraben. Diesen Gräben wird jeweils von mehreren Seiten beziehungsweise von Stichgräben Wasser zugeführt. Die Fließgeschwindigkeit innerhalb des Fiener Bruchs ist aufgrund des nur geringen Gefälles sehr langsam. Das Grabensystem wird über mehrere Wehre gesteuert, wobei teilweise auch eine Änderung der Fließrichtung beispielsweise vom Zitzer in den Karower Landgraben und von diesem in den Elbe-Havel-Kanal möglich ist.
Das Wusterwitzer Becken wird ebenfalls über ein Grabensystem entwässert. Der Grenzgraben oder Beekengraben als Hauptgraben beginnt bei Gollwitz nahe der Landesgrenze zu Sachsen-Anhalt unterhalb des Gollwitzer Berges. Er fließt in östliche Richtung zum nördlichen Wusterwitzer See ab. Er nimmt mehrere rund um Gollwitz und Warchau angelegte kleine Gräben auf. Zwei regulierende Wehre befinden sich im Gemeindegebiet Rosenaus, weitere im Unterlauf.

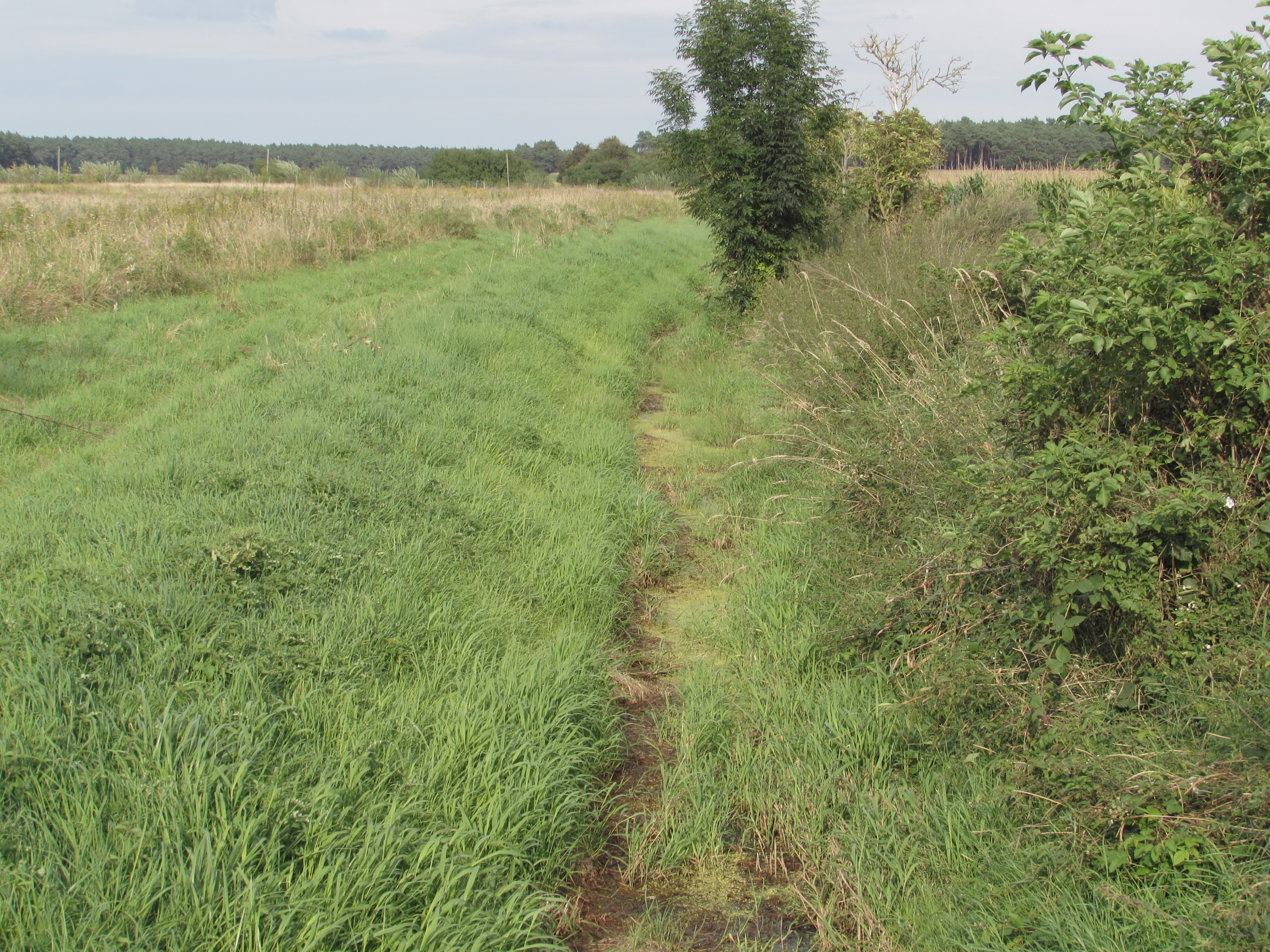
Der Steinbach nahe seiner Quelle

Einziges natürliches Fließgewässer der Karower Platte und einziger Bach, dessen Quelle in Rosenau liegt, ist der Steinbach. Dieser entspringt zentral in der sonst trockenen Hochfläche nördlich von Rogäsen beziehungsweise südlich von Warchau. Er fließt in westliche Richtung ab. Unmittelbar an der Landesgrenze zu Sachsen-Anhalt befindet sich ein Wehr. Der Steinbach mündet in Sachsen-Anhalt bei Karow im Fiener Bruch in den Karower Landgraben.

### Klima
In der Gemeinde Rosenau herrscht ein mitteleuropäisches gemäßigtes Klima, das vom Kontinentalklima im Osten und vom atlantischen Seeklima im Westen beeinflusst wird. Die Niederschläge verteilen sich relativ gleichmäßig über das Jahr mit einem Maximum im Sommer. Trockenmonate, in denen keine Niederschläge fallen, gibt es nicht. Der durchschnittliche jährliche Niederschlag liegt bei 522 mm. Trockenster Monat ist der Februar mit einer Niederschlagsmenge von 31 mm. Der meiste Niederschlag fällt durchschnittlich im Juni mit 62 mm. Die Jahresdurchschnittstemperatur liegt bei 9,1 °C. Der wärmste Monat ist der Juli mit durchschnittlichen 18,3 °C. Im Januar, dem kältesten Monat, beträgt die Durchschnittstemperatur −0,1 °C.
|                        | Jan  | Feb  | Mär | Apr  | Mai  | Jun  | Jul  | Aug  | Sep  | Okt  | Nov | Dez  |   |      |
| Mittl. Temperatur (°C) | −0,1 | 0,7  | 3,9 | 8,4  | 13,4 | 16,8 | 18,3 | 18,0 | 14,4 | 9,7  | 4,6 | 1,3  | ⌀ | 9,2  |
| Mittl. Tagesmax. (°C)  | 2,4  | 3,6  | 7,9 | 13,2 | 18,8 | 22,1 | 23,4 | 23,2 | 19,1 | 13,4 | 7,2 | 3,6  | ⌀ | 13,2 |
| Mittl. Tagesmin. (°C)  | −2,5 | −2,1 | 0,0 | 3,6  | 8,0  | 11,5 | 13,3 | 12,9 | 9,7  | 6,1  | 2,1 | −1,0 | ⌀ | 5,2  |
|                        |      |      |     |      |      |      |      |      |      |      |     |      |   |      |
| Niederschlag (mm)      | 36   | 31   | 33  | 39   | 51   | 62   | 55   | 58   | 41   | 36   | 39  | 41   | Σ | 522  |

| −2,5 |

| −2,1 |

| 0,0 |

| 3,6 |

| 8,0 |

| 11,5 |

| 13,3 |

| 12,9 |

| 9,7 |

| 6,1 |

| 2,1 |

| −1,0 |

| −2,5 |

| −2,1 |

| 0,0 |

| 3,6 |

| 8,0 |

| 11,5 |

| 13,3 |

| 12,9 |

| 9,7 |

| 6,1 |

| 2,1 |

| −1,0 |

| N i e d e r s c h l a g | 36  | 31  | 33  | 39  | 51  | 62  | 55  | 58  | 41  | 36  | 39  | 41  |
|                         | Jan | Feb | Mär | Apr | Mai | Jun | Jul | Aug | Sep | Okt | Nov | Dez |

## Bevölkerung
Beim Zensus 2011 hatte Rosenau 949 Einwohner. Neun Einwohner der Gemeinde hatten eine ausländische Staatsangehörigkeit. Von ihnen waren drei Österreicher und drei Polen. Der Ausländeranteil lag somit bei 0,9 Prozent. 20,5 Prozent der Bevölkerung beziehungsweise 195 Einwohner zählten sich dem evangelischen, 1,6 Prozent beziehungsweise 16 Einwohner dem katholischen Christentum zu. Die restliche Bevölkerung wurde bei der Frage nach der Religionszugehörigkeit unter „sonstige, keine, ohne Angabe“ zusammengefasst, sodass eine Aussage zu weiteren Religionsgemeinschaften anhand dieser Daten nicht möglich ist. 52,3 Prozent waren männlichen, 47,7 Prozent weiblichen Geschlechts. 23,1 Prozent der Bewohner Rosenaus waren 65 oder älter, 12,9 Prozent unter 20.

### Bevölkerungsentwicklung

Einwohnerentwicklung zwischen 1875 und 2017 im Gebietsstand Rosenaus zur Gemeindegründung in 2001

Vor der Industrialisierung lebten zum Ende des 18. Jahrhunderts in den Dörfern Gollwitz, Warchau, Rogäsen, Viesen und Zitz weniger als 1000 Menschen. In den folgenden 130 Jahren nahm die Bevölkerung bis zu einem ersten Maximum im Jahr 1910 zu. Insgesamt lebten in diesem Jahr 1652 Menschen in den Orten. In den folgenden drei Jahrzehnten verloren die Dörfer wieder an Bevölkerung, sodass diese 1939 zusammen noch 1337 Einwohner hatten. Dieser Trend wurde nur für kurze Zeit unmittelbar nach dem Ende des Zweiten Weltkriegs unterbrochen, als Aussiedler aus ehemaligen deutschen Gebieten in den Dörfern untergebracht und angesiedelt wurden. 1950 lag das Allzeithoch bei 2382 Einwohnern. Seit dieser Zeit bis zur Mitte der 1990er Jahre ging die Bevölkerungszahl kontinuierlich zurück. Seither ist der Abwärtstrend abgeschwächt. Seit 1993 gab es in einzelnen Jahren geringe Zuwächse gegenüber den Vorjahren, die jedoch die Gesamtverluste nicht wettmachen konnten und in der Folge wieder verloren gingen. Die genauen Bevölkerungszahlen sind in der Tabelle Bevölkerungsentwicklung im Gebietsstand des jeweiligen Jahres dargestellt.
|      | Rosenau | Rogäsen | Viesen | Warchau | Zitz | gesamt |
| ---- | ------- | ------- | ------ | ------- | ---- | ------ |
| 1875 | –       | 300     | 268    | 276     | 464  | 1.308  |
| 1910 | –       | 350     | 338    | 350     | 464  | 1.502  |
| 1939 | –       | 291     | 168    | 313     | 439  | 1.211  |
| 1946 | –       | 459     | 219    | 444     | 639  | 1.761  |
| 1950 | –       | 485     | 620    | 627     | 650  | 2.382  |
| 1971 | –       | 362     | 449    | 430     | 466  | 1.707  |
| 1990 | –       | 284     | 328    | 258     | 330  | 1.200  |
| 1995 | –       | 293     | 213    | 253     | 318  | 1.077  |
| 2000 | –       | 259     | 200    | 281     | 297  | 1.037  |
| 2001 | 1.040   | –       | –      | –       | –    | 1.040  |
| 2005 | 1.004   | –       | –      | –       | –    | 1.004  |
| 2010 | 950     | –       | –      | –       | –    | 950    |
| 2011 | 939     | –       | –      | –       | –    | 939    |
| 2012 | 918     | –       | –      | –       | –    | 918    |
| 2013 | 923     | –       | –      | –       | –    | 923    |
| 2014 | 916     | –       | –      | –       | –    | 916    |
| 2015 | 933     | –       | –      | –       | –    | 933    |
| 2016 | 935     | –       | –      | –       | –    | 935    |
| 2024 | 854     | –       | –      | –       | –    | 854    |

### Dialekte
Bis in das 19. beziehungsweise 20. Jahrhundert war die regionale Mundart ein mark-brandenburgischer Dialekt, der zur niederdeutschen Sprache gezählt wird und in der Zeit Theodor Fontanes und seiner Wanderungen durch die Mark Brandenburg vom größten Teil der Bevölkerung der Gegend gesprochen wurde. Typisch für die niederdeutschen Mundarten sind unverschobenes p für hochdeutsches f (beispielsweise Dörp statt Dorf), unverschobenes t für hochdeutsches s (beispielsweise grot statt groß) sowie unverschobenes k für hochdeutsches ch (beispielsweise maken statt machen). Im Bereich der Vokale sind die unterbliebene neuhochdeutsche Diphthongierung von ie und u gegenüber diphthonigertem hochdeutschem ei und au typisch (beispielsweise rieden statt reiten und Huus statt Haus).
Ab der zweiten Hälfte des 19. Jahrhunderts wechselte die Sprache von Berlin ausgehend zunächst auf Städte wie Brandenburg an der Havel überspringend und von dort auf die umliegenden Dörfer einwirkend immer mehr vom Niederdeutschen zum Berliner Dialekt. Dieser alltagssprachliche Veränderungsprozess ist weitgehend abgeschlossen, sodass das Niederdeutsche heute im Umland der Stadt Brandenburg als nahezu ausgestorben gilt. Beispielhaft für die Sprache des 20. und 21. Jahrhunderts ist, dass das au als o (lofen statt laufen) und das z als stimmloses s (Ssitrone statt Zitrone) gesprochen wird, beides Reminiszenzen des Niederdeutschen in der Berliner Sprache. Typisch ist auch die häufige Umschreibung des Genitivs. Beispiel dafür ist die Formulierung „Tina ihre neue Frisur“ statt „Tinas  neue Frisur“.

## Geschichte

### Ur- und Frühgeschichte

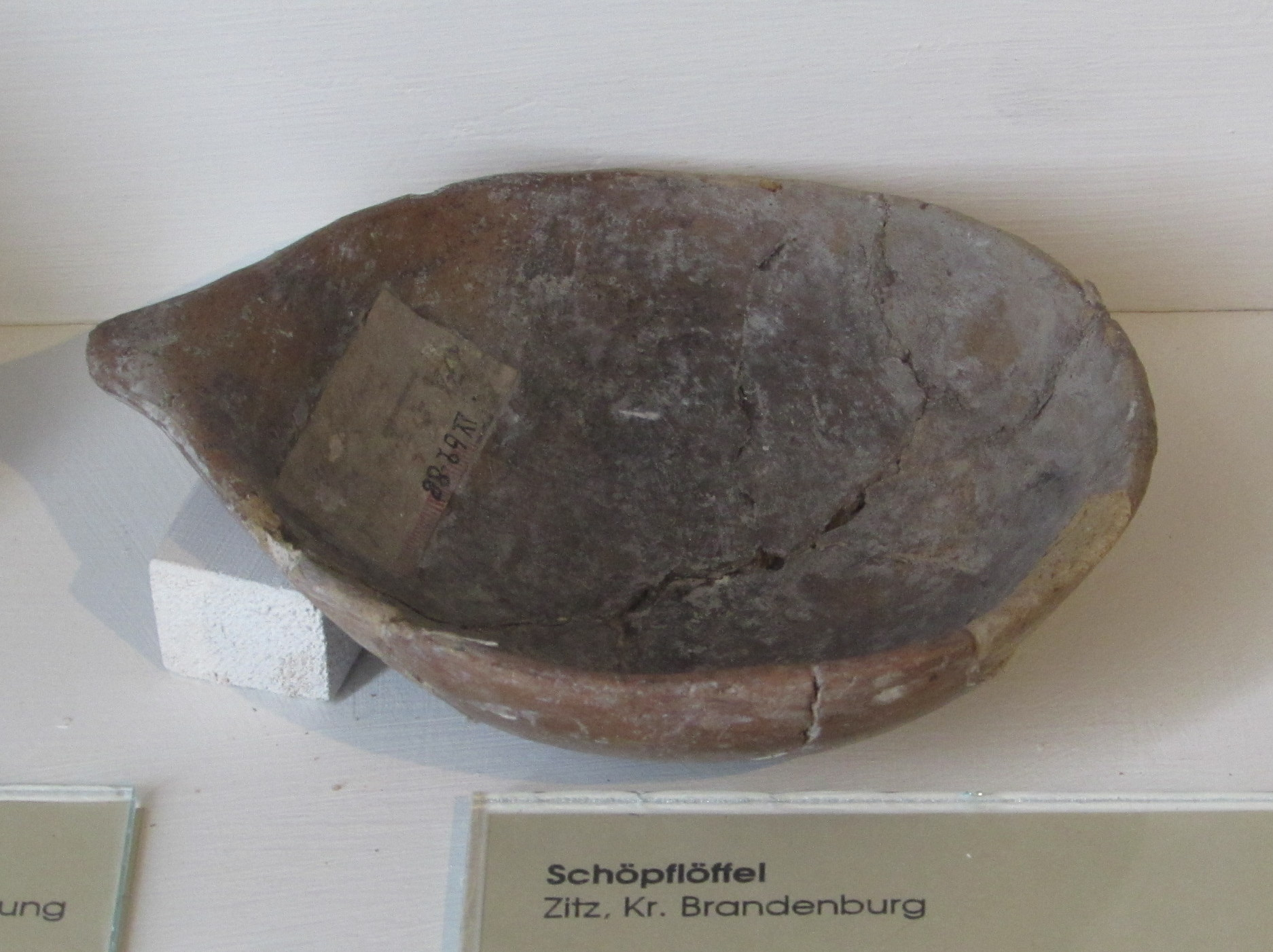
Früheisenzeitlicher Schöpflöffel, Fundort Zitz, Kreismuseum Jerichower Land in Genthin

Der nördliche Rand des Fiener Bruchs war in ur- und frühgeschichtlicher Zeit spätestens im Mesolithikum besiedelt, wie archäologische Funde belegen. Aus dieser Zeit stammt ein in der Gemarkung Rogäsens gefundenes Walzenbeil. Nördlich von Viesen wurde ein Gräberfeld der späten Bronzezeit gesichert, das aus Urnengräbern (Urnen mit Deckschale) bestand. Ein weiteres bronzezeitliches Urnengräberfeld wurde bei Warchau am Rosenberg gefunden. Damit ist eine dauerhafte Besiedlung durch Angehörige einer bäuerlichen Kultur nachgewiesen. Eine der bei Viesen gefundenen Urnen enthielt als Grabbeigabe Anhänger aus Knochen von Hund und Wels. Ein Fund in der Nähe der Viesener Mühle im Fiener Bruch bestand aus zwei Bronzebeilen. Nördlich von Rogäsen und am Friedensberg fanden Archäologen mehrere Gräber, die der vorrömischen Eisenzeit, der Jastorf-Kultur, zugeordnet werden konnten. Eisenzeitliche Funde bei Zitz waren Töpfe, Haushaltsgegenstände, verzierte Gefäße, zwei übereinander liegende Pferde und ein Schwein in einer Opfergrube.

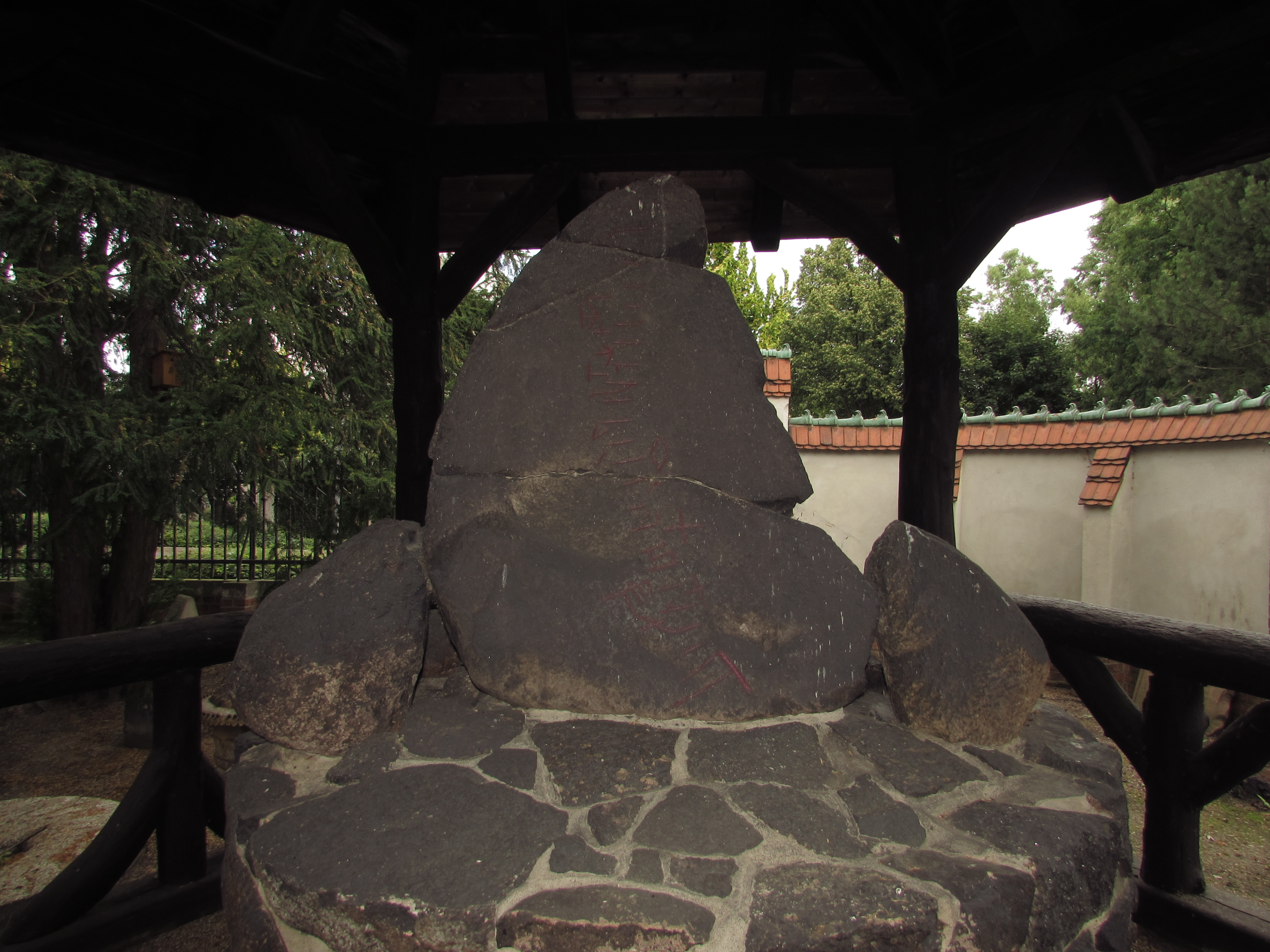
Der Runenstein von Rogäsen, Kreismuseum Jerichower Land in Genthin

1851 wurde im Zuge von Wiederaufbauarbeiten nach einem Brand der Schule in Rogäsen ein großer Stein gefunden und gesprengt. Beim Abräumen der Bruchstücke wurden auf der abgeflachten Rückseite eingemeißelte runenförmige Schriftzeichen entdeckt. Nach dem Zusammensetzen der Teilstücke des Steins hat dieser eine Höhe von 1,14 Meter und eine Breite von 0,86 Meter. Es handelt sich beim Runenstein von Rogäsen um den einzigen seiner Art in Norddeutschland. Bislang konnte die vermeintliche Inschrift nicht entschlüsselt oder der Stein datiert werden. Er befindet sich seit 1928 im Vorgarten des Kreismuseums Jerichower Land in Genthin.
In seinem Werk Germania beschrieb Tacitus die Gegend östlich der Elbe bis an die Oder als Siedlungsgebiet des suebischen Stamms der Semnonen. Claudius Ptolemäus erwähnte sie im 2. Jahrhundert. Teile der Semnonen verließen ab dem 3. Jahrhundert ihr Siedlungsgebiet in Richtung des Rheins und verschmolzen mit den Alamannen. Ab dem 5./6. Jahrhundert kam die germanische Siedlungstätigkeit östlich der Elbe weitgehend zum Erliegen, sodass von einem nahezu siedlungsleeren Raum gesprochen wird. Es liegt ab dieser Zeit bis ins 8. Jahrhundert nur eine geringe Zahl archäologischer Funde vor. Etwa zu Beginn des 8. Jahrhunderts wanderten Slawen in die Region ein. Auf Kontakte mit der verbliebenen germanischen Bevölkerung deutet die Übernahme germanischer Ortsnamen durch die slawische Bevölkerung hin. Reste germanischer Bevölkerung gingen in der slawischen Mehrheitsbevölkerung auf.

### Mittelalter
Um die christliche Mission sicherzustellen, verfügte um 950 der spätere Kaiser Otto I. für Gebiete östlich der Elbe die Gründung des Bistums Brandenburg. Mit dieser Maßnahme war eine Eingliederung der slawischen Gebiete in den Reichs- und Kirchenverband beabsichtigt.
Zitz ist der datiert älteste Ortsteil Rosenaus. Das Dorf wurde erstmals als „Zitzouue“ in einer Urkunde des Kaisers Otto II. vom 10. Mai 974 erwähnt, mit der dieser „seinen Hof Barby mit Zubehör in Zitz“ seiner Schwester Mathilde, der ersten Äbtissin von Quedlinburg schenkte. Es handelte sich bei Zitzouue um ein Fischerdorf am Rande des zu dieser Zeit noch nicht trockengelegten Fiener Bruchs.
Da es 983 zu einem Aufstand der Slawen kam, bei dem Brandenburg und weite Gebiete östlich der Elbe in die Hände heidnischer Slawen zurückfielen, lebten die Brandenburger Bischöfe ab dieser Zeit zwar formal in kontinuierlicher Besetzung, jedoch im Exil in Magdeburg als Titularbischöfe und hatten wie auch die Magdeburger Erzbischöfe keine Herrschaft über die verlorenen Gebiete östlich der Elbe und an der Havel. Dieser Zustand bestand fast 200 Jahre, bis 1157 Albrecht der Bär Brandenburg zurückeroberte beziehungsweise wieder erwarb. Daraufhin wurden die Diözesen auch faktisch wieder hergestellt.

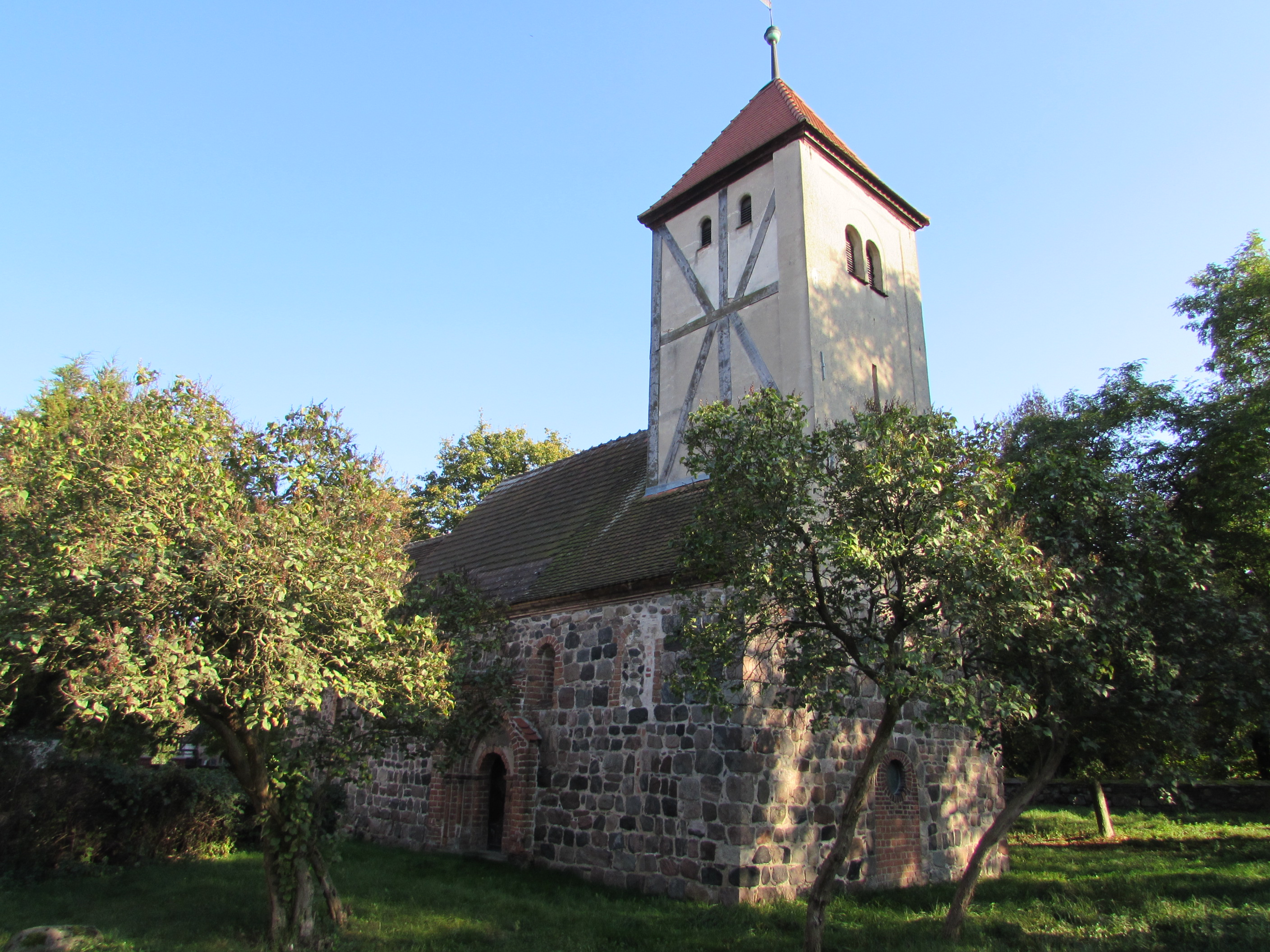
Die romanische Feldsteinkirche in Warchau

In der Folge trieb man die Christianisierung voran. In den Dörfern Rosenaus entstanden romanische Kirchenbauten, allesamt aus Findlingen errichtete Feldsteinkirchen. Große Teile der Dorfkirche in Warchau stammen wahrscheinlich noch aus dem 12. Jahrhundert. Ebenfalls aus dem 12. beziehungsweise aus dem 13. Jahrhundert stammen die Dorfkirche Viesen, die Dorfkirche Rogäsen, die Dorfkirche Gollwitz und die Grundmauern der Dorfkirche Zitz.
Die erste urkundliche Erwähnung Viesens erfolgte 1282 indirekt über einen Walter von Visene. 1286 nannte eine Urkunde einen Münzmeister Rogosen, die erste bekannte indirekte Erwähnung Rogäsens. 1365 wurden die Dörfer Warchau als „Warchowe“ und Rogäsen als „Rogozen“ erstmals urkundlich genannt. Ein Flurname Dorfstelle in der Gemarkung Warchau deutet auf einen Siedlungsplatz hin, von dem bislang jedoch noch keine archäologischen Funde vorliegen. Gollwitz fand seine erste bekannte Erwähnung in den Lehnsbüchern des Erzbistums Magdeburg 1376. Es wurde in den frühesten Aufzeichnungen „Golwicz“ oder „Cholwicz“ geschrieben.
Die Dörfer Gollwitz, Warchau, Rogäsen und Viesen waren in adligem Besitz und lagen im Erzstift Magdeburg, während das Rundlingsdorf Zitz dem Bischof von Brandenburg und damit zum Hochstift Brandenburg gehörte. Rittergutsbesitzer in Warchau war spätestens seit dem 15. Jahrhundert die Familie von Schildt. Erstmals erwähnt wurde ein Heise Schildt 1417. Ein weiteres Rittergut gehörte der Familie von Förder. Rogäsen war über 500 Jahre im Besitz der Familie von Werder, Viesen gehörte der Familie von Britzke. Die Familie von Werder hatte wie die von Schildt und von Förder Lehen in Gollwitz.
In den Jahrhunderten kam es wiederholt zu militärischen Übergriffen oder Auseinandersetzungen im Gebiet Rosenaus. 1416 beispielsweise plünderten Raubritter um Peter Kotze das Dorf Zitz und die Kirche. Nach der Plünderung befestigten die Zitzer die Dorfkirche als Wehrkirche.

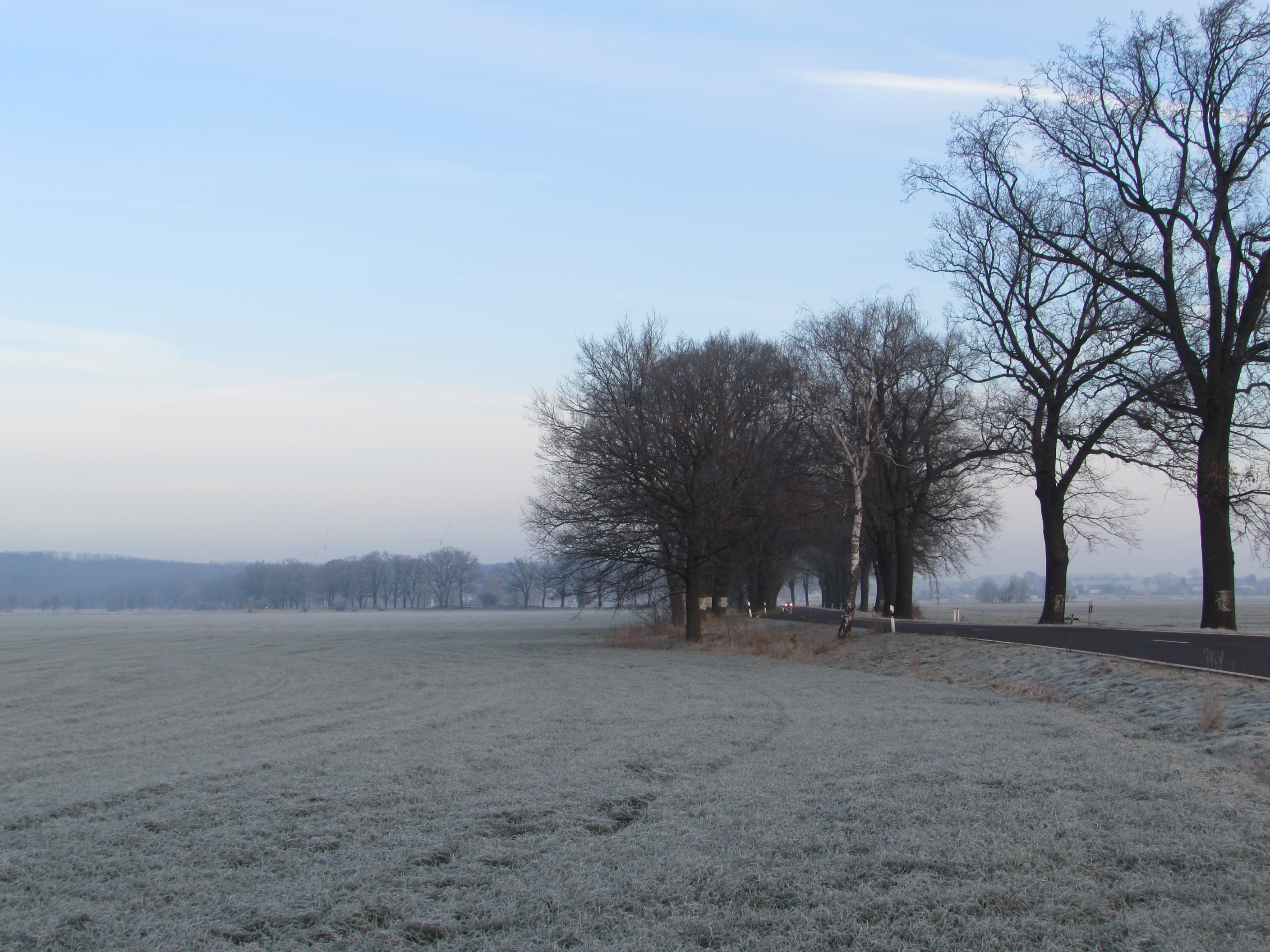
Der Fiener Damm als Teil der Heerstraße von Brandenburg nach Magdeburg

Die Orte Viesen und Rogäsen lagen an der seit dem Mittelalter bedeutenden Heerstraße Brandenburg–Magdeburg, die von der Brandenburger Neustadt über die Dörfer nach Ziesar und von dort weiter nach Magdeburg führte. Sie war Teil der wichtigen West-Ost-Handelsroute von den Reichsgebieten jenseits der Elbe über Magdeburg nach Berlin und weiter beispielsweise nach Königsberg. Die Straße führte von Brandenburg kommend am Südhang der Karower Platte beziehungsweise am Nordrand des Fiener Bruchs entlang. Zwischen Rogäsen und Zitz bog sie an der schmalsten Stelle des Bruchtals scharf nach Süden. Der Fiener Damm, erstmals 1419 erwähnt, diente der Heerstraße als Querung zur gegenüberliegenden Bücknitzer Heide. Im 15. Jahrhundert ließ der brandenburgische Bischof den Fiener Damm erneuern und erhob das Dammgeld, einen Wegzoll. Dieser betrug im Jahr 1495 zwei Pfennig pro Pferd.

### Neuzeit bis zum Ende des 18.Jahrhunderts
Mönche des Klosters Lehnin, zu dem der Ort seit 1531 gehörte, betrieben auf dem Zitzer Weinberg Weinbau. 1539 war zunächst im Kurfürstentum Brandenburg und im Hochstift Brandenburg die Reformation eingeführt worden, was zunächst nur das Dorf Zitz betraf. Das Dorf wurde noch vor dem Auflösung des Hochstifts Brandenburg beziehungsweise dessen Aufgehen im Kurfürstentum 1571 nach kurfürstlicher Enteignung des vorher kirchlichen Besitzes Teil des neu gegründeten Amtes Lehnin. Am 25. November 1551 bekam der Amtshauptmann Michael Happe von Happberg vom brandenburgischen Bischof Joachim in Zitz zwei freie Hufen als Lehen. Im Jahr zuvor waren Hans und Peter Bardeleben als Lehnsnehmer im Ort genannt worden. In den 1560er Jahren wurde auch im Erzstift Magdeburg, das seit dem frühen 16. Jahrhundert zunehmend unter brandenburgische Herrschaft geraten war, die Reformation vollzogen, womit die Dorfgemeinden Rosenaus allesamt zur evangelischen Kirche gewechselt waren.

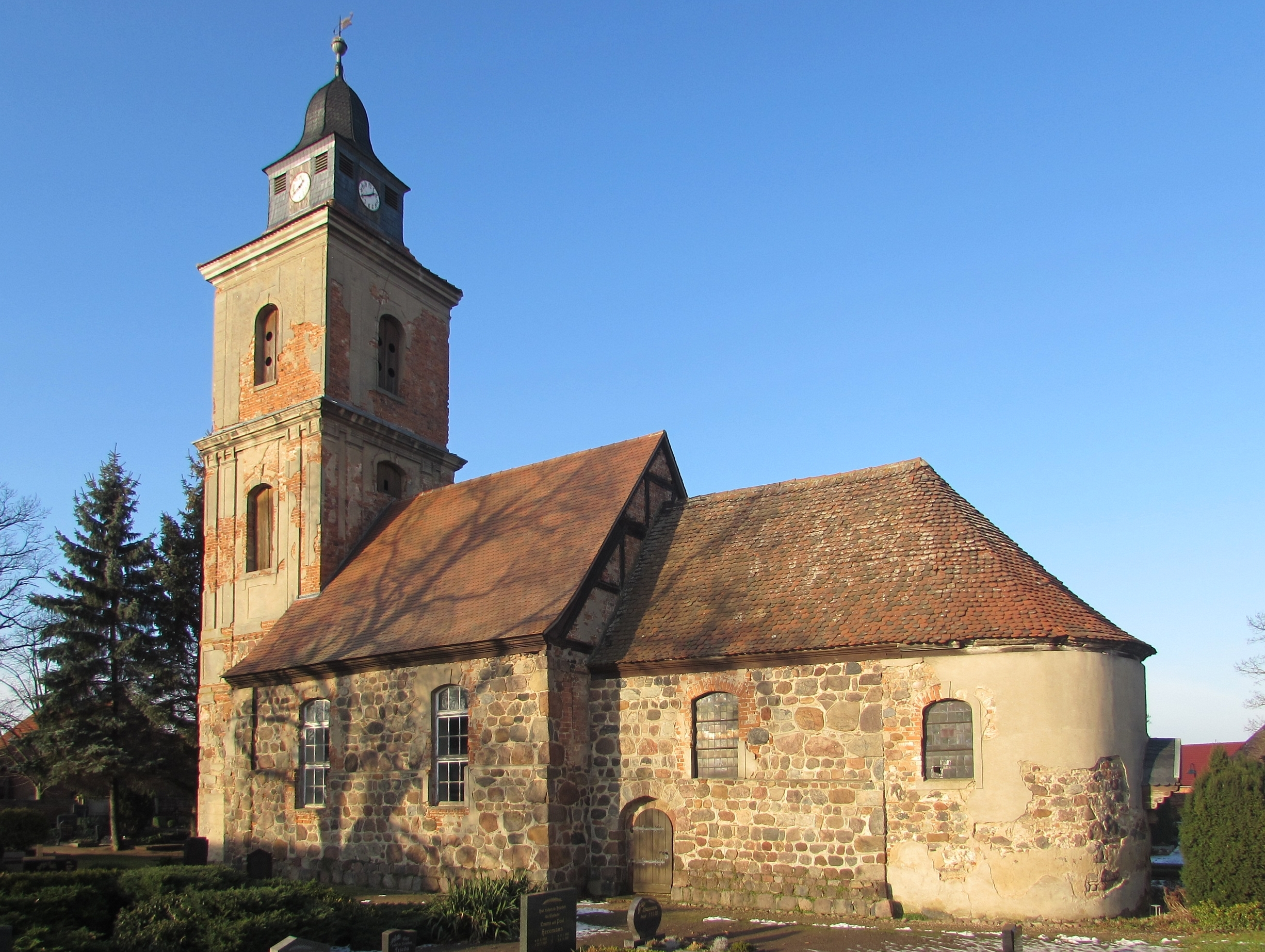
Die im Dreißigjährigen Krieg zerstörte und im 18. Jahrhundert wieder aufgebaute Dorfkirche in Zitz

Im Dreißigjährigen Krieg wurden die Ortschaften Rosenaus geplündert und großteils zerstört. Der Krieg traf die Dörfer, als im Sommer 1631 die Schweden unter ihrem König Gustav II. Adolf durch das Gebiet des Elbe-Havel-Winkels zogen. Kurze Zeit vor dem Ende des Krieges, im August 1648, zog ein schwedisches Heer mit etwa 8000 Soldaten ein zweites Mal durch diese Gegend. Während des Dreißigjährigen Krieges wurde die Zitzer Dorfkirche bis auf die Grundmauern abgebrannt. Die Kirche wurde erst um 1730 in achtjähriger Bauzeit durch die Zitzer Dorfgemeinschaft wieder aufgebaut. Mittelbare Folgen des Krieges waren Hungersnöte und Ausbrüche der Pest. Als Ergebnis des Westfälischen Friedens von 1648, der das Ende des Dreißigjährigen Krieges bedeutete, fiel das Erzstift Magdeburg und mit ihm Rogäsen, Viesen, Warchau und Gollwitz nach dem Tod seines letzten Administrators 1680 als Herzogtum Magdeburg endgültig an das Kurfürstentum Brandenburg, das 1701 zum Königreich Preußen aufstieg.
Das Leben am Feuchtgebiet bestimmte den Alltag. Laut einer Deichbauverordnung aus dem Jahr 1655 waren die Dörfer Warchau, Rogäsen und Gollwitz, die mit Kade und Karow eine Deichgenossenschaft bildeten, zur Unterhaltung von Deichen verpflichtet. In der zweiten Hälfte des 18. Jahrhunderts wurde aufgrund einer königlichen Verordnung die Sumpflandschaft des Fiener Bruchs schließlich planmäßig und groß angelegt entwässert und urbar gemacht. Zwischen 1777 und 1783 wurden die Bäche an die Ränder des Bruchtals verlegt und im Fiener ein verzweigtes Grabensystems angelegt. Die Aufsicht über das Projekt hatte Dietrich von Werder, der Rittergutsbesitzer in Rogäsen war. Im Zuge der Meliorationsmaßnahmen wurde der Fiener Damm, der bis dahin ein Knüppeldamm war, befestigt und gepflastert. Im Zuge der Trockenlegung etablierten sich neue Wirtschaftszweige. So entstand in Zitz eine Ziegelei und Torfabbau entwickelte sich zu einem Erwerbszweig.
Zitz war Teil des erst 1773 dem preußischen Herzogtum Magdeburg angegliederten Ziesarschen Kreises und des historischen königlichen Amtes Ziesar. Es hatte 1782 296 Einwohner. Kirchenpatron war der preußische König. Das Dorf Warchau hatte zur selben Zeit 122 und Gollwitz 119 Einwohner. Gollwitz gehörte je zur Hälfte einer Frau von Werder zu Karow und dem Herren von Werder zu Rogäsen. In Warchau gehörten zwei Rittergüter der Familie von Schildt. Es gab im Ort eine Wasser- und eine Windmühle. Von Schildts hatten sowohl in Warchau als auch in Gollwitz das Kirchenpatronat inne. In Rogäsen wurde neben dem Rittergut der Familie von Werder, die auch das Kirchenpatronat innehatte, eine Windmühle beschrieben. Die Kirche von Rogäsen war im 18. Jahrhundert Filialkirche der Zitzer Dorfkirche. 227 Menschen lebten im Ort. Viesen mit zwei Rittergütern war im Besitz der Familien von Britzke und von Schlabrendorf, deren Gutssitz im nördlichen Bensdorf lag. Es hatte 212 Einwohner. Die Viesener Mühle wurde von der Buckau angetrieben. Die Warchau, Gollwitz, Rogäsen und Viesen gehörten zum Jerichowschen Kreis.

### 19.Jahrhundert

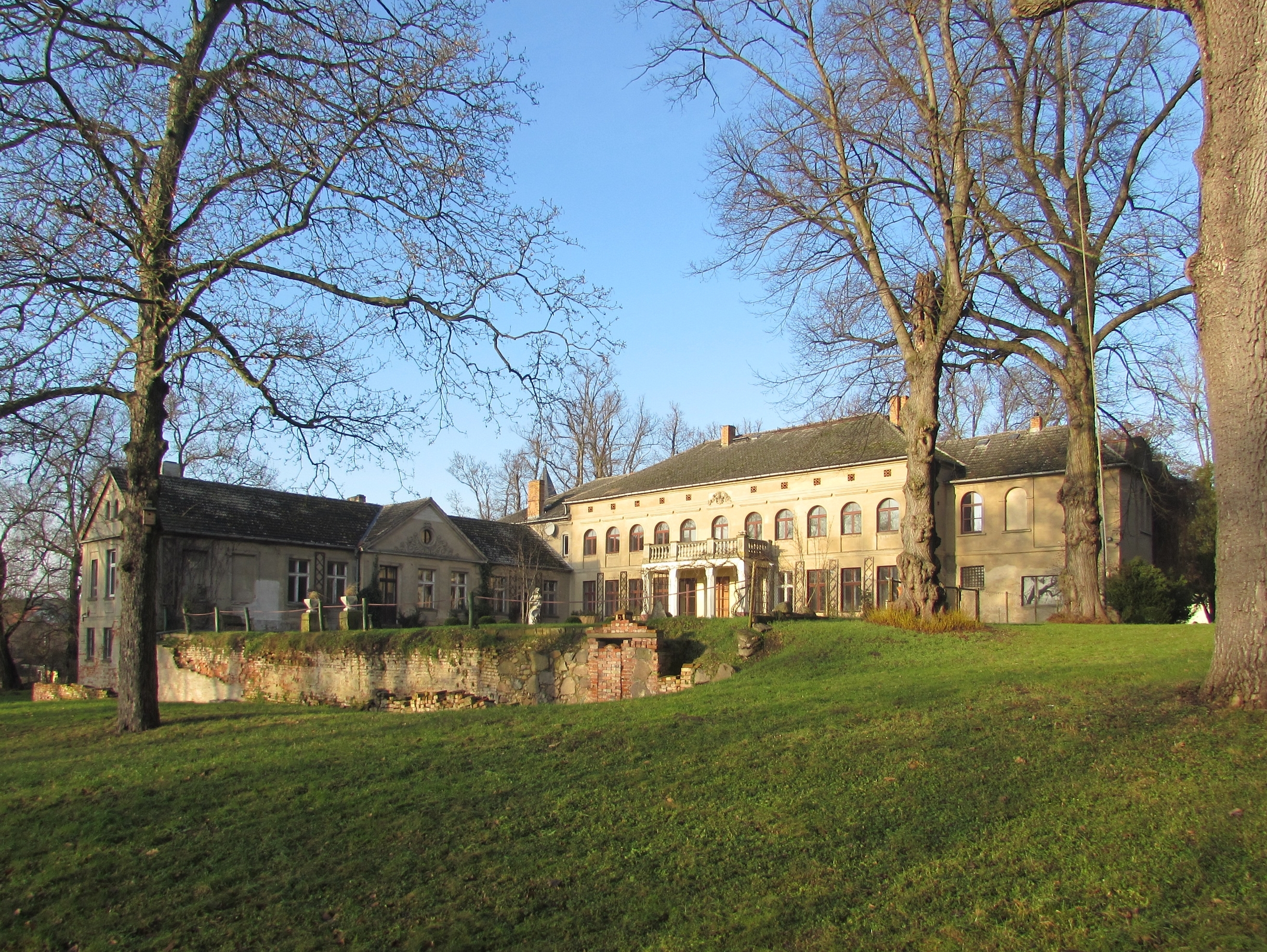
Das Gutshaus Rogäsen

Nachdem 1806 französische Truppen unter Napoleon Bonaparte in der Schlacht bei Jena und Auerstedt die Preußen vernichtend geschlagen hatten und nach Brandenburg eingerückt waren, brannten sie unter anderem das Gutshaus Rogäsen nieder. In den folgenden Jahren wurde der Ort ein zweites Mal durch Franzosen geplündert.
Am 24. August 1813 kam es während der Befreiungskriege in Viesen, Rogäsen, Zitz und am Fiener Damm im Vorfeld der Schlacht bei Hagelberg zu Kämpfen zwischen preußischen und französischen Truppen. Friedrich August Ludwig von der Marwitz führte einen Aufklärungseinsatz gegen Truppenverbände des französischen Generals Jean-Baptiste Girard. Dabei kam es zunächst zu einem kleinen Scharmützel bei Viesen beziehungsweise Rogäsen, als von der Marwitz’ Kavallerieschwadronen einen Vorposten über den Fiener Damm vertrieben. Aufgrund von Informationen, dass in Zitz eine plündernde französische Einheit lag, kam ein Überqueren des Dammes nicht in Frage. Zur Sicherung der Flanke rieben etwa 30 Reiter des 5. Kurmärkischen Landwehr-Kavallerie-Regimentes unter einem Rittmeister von Erxleben und mit Hilfe der Zitzer Dorfbevölkerung etwa 120 Soldaten der 3. Voltigeur-Kompagnie des 26. leichten französischen Regimentes auf, von denen 100 gefangen gesetzt und nach Brandenburg an der Havel gebracht wurden. Diesem Ereignis zu Ehren wurde im Dorf ein Gedenkstein, ein Denkmal für die Befreiungskriege aufgestellt. Durch die Gefangenen konnte von der Marwitz aufklären, dass bei Ziesar etwa 9.000 Mann Infanterie und bei Bücknitz die französische Kavallerie lagen. In der Folge gelang von preußischer und von französischer Seiten kein Überqueren des jeweils gesicherten Fiener Damms. Von der Marwitz zog sich nach Brandenburg zurück.
Nach dem Sieg über das napoleonische Frankreich und den damit zusammenhängenden politischen und geographischen Veränderungen wurden 1815 im Königreich Preußen Provinzen gebildet. Das vormalige Herzogtum Magdeburg ging in der neuen preußischen Provinz Sachsen auf. Ein Jahr später wurden die Landkreise Jerichow I und Jerichow II gebildet. Das zuvor zum Ziesarschen Kreis gehörende Zitz wurde dem Landkreis Jerichow I zugeschlagen, die vorher zum Jerichowschen Kreis gehörenden Dörfer Gollwitz, Warchau, Rogäsen und Viesen dem Landkreis Jerichow II.
In der ersten Hälfte des 19. Jahrhunderts kam es zu mehreren Wechseln der Besitz- beziehungsweise Eigentumsverhältnisse der Güter in den Orten. In den Befreiungskriegen war 1813 der Warchauer Erbherr Wilhelm Carl Ludwig Ferdinand von Schildt gefallen. Daraufhin übernahm Adolph Ferdinand von Britzke um 1820 die Warchauer Rittergüter. Die Grafen von Wartensleben, die auf dem westlichen gelegenen Gut Karow ihren Sitz hatten, erwarben Gollwitz. 1824 wurde in Zitz, welches zum Justizamt Ziesar gehörte, ein erstes Schulhaus gebaut und 1832 ging der Preußische optische Telegraf in Betrieb. Die Station 10 befand sich westlich von Zitz auf dem Steinberg. Sie kommunizierte mit den Stationen auf dem Mühlenberg in Kirchmöser und auf dem Weinberg in Dretzel. In Warchau gab es seit 1831 beziehungsweise 1832 eine Schule, in der auch die Kinder Gollwitz unterrichtet wurden. Warchau hatte 1842 271 Einwohner. In Zitz lebten im gleichen Jahr 336 Einwohner und es bestanden eine Ziegelei und eine Windmühle. Die Viesener Bevölkerung betrug 262 Einwohner. Nachdem dort fünfzehn ansässige Bauern eines der zwei Rittergüter, das der Familie von Schlabrendorf, erworben und aufgeteilt hatten, übernahmen sie gleichzeitig zwei Drittel des Kirchenpatronats, was eine Seltenheit, wenn nicht Einmaligkeit darstellte. Das zweite landtagsfähige Rittergut blieb bei der Familie von Britzke, die jedoch in Berlin und nicht auf dem Gut lebte. An wirtschaftlichen Betrieben existierten zu jener Zeit eine Ziegelei und eine Wassermahl-, Öl- und Schneidemühle an der Buckau. Rogäsen hatte 209 Bewohner und es stand eine Windmühle am Ort. Das Rittergut Rogäsen wechselte 1848 ebenfalls in den Besitz der Karower Familie von Wartensleben. Die Witwe Elisabeth Caroline von Werder, geborene Freiin von der Golz, verkaufte das Gut.
Im Jahr 1881 wurde eine neue Landstraße von Wusterwitz nach Ziesar über die Karower Platte, durch Rogäsen und über den Fiener Damm gebaut beziehungsweise eröffnet. Diese wurde zweimal täglich von der Post und dreimal täglich vom Pferdeomnibus befahren. Die am Fiener Damm abzweigende Straße über Zitz nach Karow wurde 1891 mit einem Pflaster befestigt. Rogäsen hatte zu dieser Zeit etwa 330 Einwohner.

### Das 20.Jahrhundert bis zum Ende des Zweiten Weltkriegs
1901 wurde die Bahnstrecke Wusterwitz–Görzke eröffnet, die von Norden nach Süden durch das Rosenauer Gemeindegebiet führte. Bei Warchau befand sich ein Haltepunkt, westlich von Rogäsen ein Bahnhof. An der Bahnlinie wurde 1902 die Dampfmolkerei Zitz/Rogäsen in der Nähe des Bahnhofs eröffnet. Sie war ein genossenschaftlicher Betrieb und existierte bis 1971. Der Bau der Dampfmolkerei kostete die Genossenschaftler 55.000 Mark. Eine zweite Bahnlinie, die unmittelbar hinter dem Rogäsener Bahnhof abzweigende und vom Grafen von Wartensleben finanzierte Bahnstrecke Rogäsen–Karow mit einem Halt in Zitz ging 1912 in Betrieb.
In den zwei Weltkriegen verloren viele Dorfbewohner ihr Leben. Im Ersten Weltkrieg fielen 9 Bewohner Warchaus, 4 aus Gollwitz, 14 Rogäsener, 8 Viesener und 7 Zitzer.
In der Zwischenkriegszeit 1923 bis 1926 erfolgte eine weiterreichende Melioration des Fiener Bruchs. Das Grabensystem wurde erneuert und Entwässerungsanlagen instand gesetzt. In Gollwitz bestand 1928 eine Dampfmolkerei, die jedoch nur kurze Zeit existierte und schon bald zu einer Käserei umgerüstet wurde. Bei der Reichstagswahl 1928 bekam die SPD in Warchau 63 von 122 Stimmen. 23 Stimmen erhielt die Deutschnationale Volkspartei, 17 die Deutsche Volkspartei, 12 die Deutsche Demokratische Partei und 7 die KPD. Die NSDAP erhielt im Dorf keine Stimme. Dies änderte sich bis 1932 grundlegend, als bei der Reichstagswahl im Juli die Nazis 47 von 144 Stimmen bekamen. Auf die SPD entfielen 44, auf die KPD 22, auf die DNVP 20, 9 auf die DVP und 2 auf das Deutsche Landvolk. 1931 wurde in Warchau ein neues Schulhaus eingeweiht und 1940 der Mühlbetrieb an der Viesener Buckaumühle aufgegeben und diese später zurückgebaut.
Im Zweiten Weltkrieg starben in der Wehrmacht kämpfend oder in der Kriegsgefangenschaft aus Gollwitz 13, aus Warchau 20, aus Zitz 26, aus Viesen 33 und aus Rogäsen 24, also insgesamt 116 Bewohner. Einen unmittelbaren Kriegsschaden verursachte eine in einem Wohnhaus in Gollwitz eingeschlagene Fliegerbombe, die auf dem Rückweg von einem Bombenangriff auf Brandenburg an der Havel abgeworfen worden war. Am 5. Mai 1945, drei Tage vor Kriegsende, erreichte die Rote Armee die Dörfer und nahm sie kampflos ein.

### Sowjetische Besatzungszeit und DDR
Nach dem Zweiten Weltkrieg lagen die Orte Gollwitz, Rogäsen, Viesen, Warchau und Zitz in der Sowjetischen Besatzungszone. Durch Zuzügler und Heimatvertriebene war die Dorfbevölkerung trotz über 100 Gefallener innerhalb kurzer Zeit jeweils stark angestiegen. So hatte Zitz unmittelbar vor dem Krieg etwa 440, nach diesem etwa 700 Einwohner. Die Orte wurden 1946 dem neu gegründeten Sachsen-Anhalt angegliedert. Im Zuge der Bodenreform wurden über 100 Hektar Landbesitz, dies betraf vorrangig die Gutsbesitzer, enteignet und unter der landlosen und landarmen Bevölkerung aufgeteilt. Die Familie von Britzke verlor in Warchau 764 Hektar und weitere 124,5 Hektar in Viesen. In Rogäsen verlor Richard Graf von Wartensleben 176 Hektar, in Gollwitz Bernhard Kabelitz 134 Hektar Land. Mehrere Neubauern siedelten sich dauerhaft an. Im Gutshaus Rogäsens war nach der Enteignung die dörfliche Schule untergebracht. Das Gutshaus Warchau wurde als Wohngebäude und Kindergarten genutzt.
1951 stellte die Deutsche Reichsbahn den Betrieb auf der Bahnstrecke von Rogäsen nach Karow ein. Im darauf folgenden Jahr wurde in der 1949 gegründeten DDR eine Verwaltungsreform durchgeführt. Die bestehenden Länder löste man auf und bildete statt derer Bezirke. In diesem Zusammenhang erfolgte auch eine Kreisgebietsreform, die zur Auflösung der bestehenden Kreise und zu Umstrukturierungen beziehungsweise Neuordnungen führte. Die Landkreise Jerichow I und Jerichow II, zu denen die Orte bis dahin gehörten, wurden aufgelöst, die Gemeinden in den neuen Kreis Brandenburg (Land) im Bezirk Potsdam integriert. Gollwitz wurde in die Gemeinde Warchau eingegliedert.

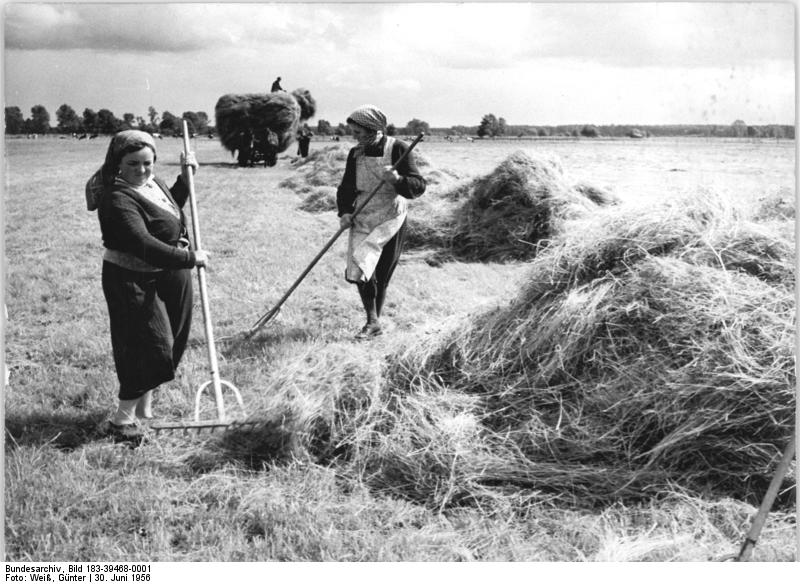
Heuernte 1956 im Fiener Bruch bei Rogäsen

Ebenfalls 1951 oder in den folgenden Jahren gründeten Bauern in den Gemeinden auf staatliche Anordnung die ersten Landwirtschaftlichen Produktionsgenossenschaften (LPG). In der Warchauer LPG schlossen sich acht Bauern mit 55 Hektar Land, Gerätschaften und Vieh genossenschaftlich zusammen. Zwei Jahre später wurde diese Landwirtschaftliche Produktionsgenossenschaft in die LPG Clara Zetkin im benachbarten Wusterwitz eingegliedert. In Zitz wurde am 1. Juni 1953 die LPG „Mutig voran“ gegründet, der bis 1960 alle ortsansässigen Bauern angehörten. 1960 gründeten Bauern in Warchau die LPG „Hoffnung“. Dieser gehörten zehn Bauern mit 60 Hektar landwirtschaftlicher Produktionsfläche an. Die seit den 1950er Jahren bestehenden LPG in Rogäsen und Zitz wurden 1964 beziehungsweise 1965 zur LPG „Einigkeit Rogäsen-Zitz“ zusammengefasst. Die Warchauer LPG „Hoffnung“ bestand bis 1968. Ende der 1960er Jahre wurden in der DDR sogenannte Kooperationsverbände gegründet und ihnen die Pflanzenproduktionen der LPG der Umgebung zugeordnet. Die Kooperative Abteilung Pflanzenproduktion (KAP), Sitz der Verwaltung der lokalen Kooperation war Wusterwitz, bewirtschaftete ab 1968 bis in die 1970er Jahre etwa 5.000 Hektar landwirtschaftlicher Fläche. Nach der Auflösung der KAP bestand die LPG Pflanzenproduktion weiter.
Die Schulen Rogäsens, Viesens, Zitz und Mahlenziens wurden ab 1952 im sogenannten Schulkombinat betrieben. Dies bedeutete, dass die Jahrgänge jeweils zusammengefasst in einem der vier Orte unterrichtet wurden. 1960 schlossen die Schulen in Zitz und Viesen. Die Zentralschule war fortan in Rogäsen im alten Gutshaus untergebracht. 1970 schloss die Schule in Warchau und 1971 die Schule in Rogäsen. Der Unterricht erfolgte ab dieser Zeit an der neu errichteten Polytechnischen Oberschule in Wusterwitz.

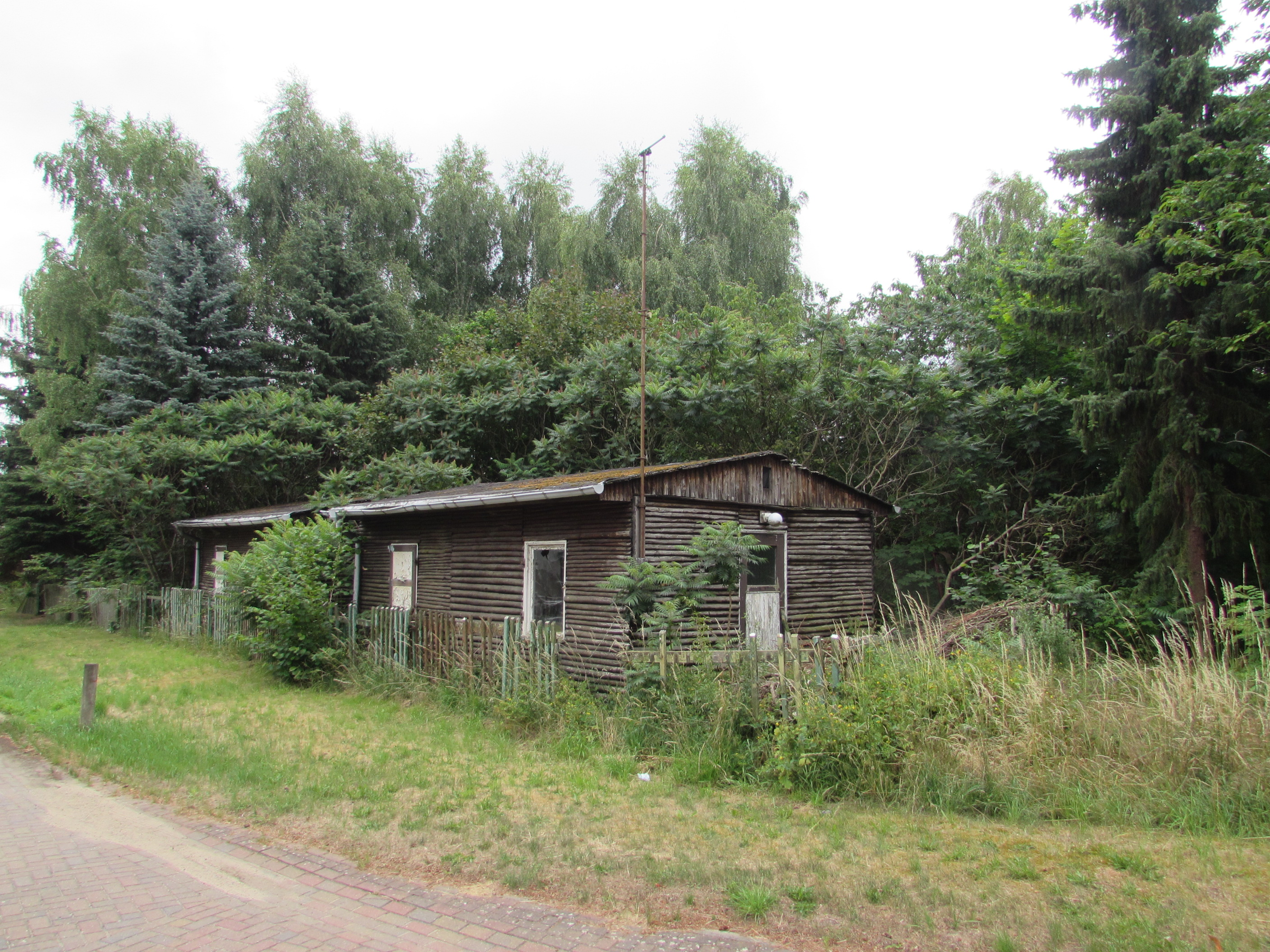
Bungalow des ehemaligen Betriebsferienlagers in Warchau

Im Jahr 1963 wurde in Warchau das Ferienlager eines Betriebs aus Magdeburg mit mehreren Bungalows eröffnet. Die bestehende Entwässerung des Fiener Bruchs wurde in den Jahren der DDR nochmals ausgeweitet, um mehr Weide- und Ackerland zu gewinnen. Von 1964 bis 1979 baute man das System aus Gräben aus und installierte neue Wehre. Durch die Maßnahmen konnten insgesamt weitere 500 Hektar landwirtschaftlicher Fläche gewonnen werden. Auf der Eisenbahnstrecke zwischen Wusterwitz und Ziesar stellte die Deutsche Reichsbahn 1971 den Personenverkehr und 1974 den gesamten Bahnbetrieb ein, womit die Gemeinden ihren Anschluss an das Schienennetz verloren. Aufgrund des schlechten Zustandes wurde 1978 das Dach der Dorfkirche Rogäsen abgetragen.

### Ab 1990
Nach der politischen Wende folgte 1990 die Auflösung der LPG beziehungsweise die Überführung in neue Rechtsformen. Der Magdeburger Betrieb schloss sein Warchauer Ferienlager, das verkauft wurde. Es kam zu umfassenden Neustrukturierungen. Noch 1990 wurden die Bezirke aufgelöst und die Länder erneuert. Warchau, Zitz, Viesen und Rogäsen kamen wie der gesamte Bezirk Potsdam zu Brandenburg. Wenig später trat die DDR der Bundesrepublik Deutschland bei. 1993 ging der Landkreis Brandenburg im neu gegründeten Landkreis Potsdam-Mittelmark auf. Die Gemeinde Rosenau entstand am 31. Dezember 2001 durch den freiwilligen Zusammenschluss der bis dahin selbständigen Gemeinden Rogäsen, Viesen und Warchau im Vorfeld der für 2003 geplanten brandenburgischen Gemeindegebietsreform. Die Gemeinde Zitz wurde der neuen Gemeinde ebenfalls zum 31. Dezember 2001 angegliedert und wechselte dabei vom Amt Ziesar in das Amt Wusterwitz.

### Gemeinde- und Ortsnamen
Im Vorfeld der Neugründung suchten die Verantwortlichen der beteiligten Gemeinden Rogäsen, Viesen und Warchau nach einem neuen Namen, um zu unterstreichen, dass es sich um keine Eingemeindung, sondern um einen gleichberechtigten Zusammenschluss handeln würde. Die Entscheidung fiel auf den Namen Rosenau, da dieser aus Teilen der drei Ortsnamen zu formen war: Rogäsen, Viesen und Warchau. Nicht im Namen dargestellt sind Zitz, das sich nicht freiwillig der Gemeinde anschloss, sondern aufgrund einer gesetzlichen Verordnung eingegliedert wurde, und das seit den 1950er Jahren zur Gemeinde Warchau gehörende Gollwitz.
Die Ortsnamen der einzelnen zu Rosenau gehörenden Dörfer sind slawischen Ursprungs. Für den Ortsnamen Gollwitz gibt es zwei mögliche Erklärungen. Einerseits könnte Gollwitz, in den frühesten Erwähnungen „Golwicz“ und „Cholwicz“ geschrieben, als Ort, in dem eine Person mit dem slawischen Namen Gol wohnte, erklärt werden. Andererseits scheint ein Zusammenhang zum polabischen Wort goly, das nackt beziehungsweise kahl bedeutet, möglich. Damit wäre Gollwitz eine Siedlung an einer unbewaldeten Stelle.
Warchau wurde urkundlich erstmals 1365 als „Warchowe“ erwähnt. Einer Interpretation folgend enthält der Ortsname den Personennamen Varch. Warchau wäre somit als Ort, an dem eine Person namens Varch lebte, zu erklären. Eine andere Erklärung sieht einen Zusammenhang mit dem altslawischen Wort fercho, das hoch beziehungsweise oben gelegen (gegenüber dem tieferen Umland, dem Feuchtgebiet des Wusterwitzer Beckens) bedeuten soll.
Rogäsen wurde erstmals 1365 in einer Urkunde „Rogozen“ geschrieben. Mehrere Jahrzehnte zuvor war jedoch bereits eine Person Rogosen genannt worden. Der Name enthält wahrscheinlich das polabische Wort rogoz für Schilf beziehungsweise Rohrkolben. Rogäsen wäre also ein Ort, an dem Schilf oder Rohr wuchs, was mit der Lage unmittelbar am Sumpfgebiet Fiener Bruch zu erklären ist. Es wird jedoch auch ein Bezug zum slawischen Wort rog für Horn gesehen.
Die erste Erwähnung Viesens 1282 erfolgte indirekt als „Visene“. Nach einer älteren Erklärung besteht ein Zusammenhang mit dem polabischen Wort vyšny für höher. Als wahrscheinlicher wird jedoch ein Bezug zum polabischen viš angenommen. Es bedeutet Riedgras, Sumpfgras, Schilf. Auch diese Ortsbezeichnung wäre im Zusammenhang mit der Lage am sumpfigen und feuchten Fiener Bruch zu verstehen.
Zitz wurde in der ersterwähnenden Urkunde „Zitzouue“ geschrieben. Es wird ein Zusammenhang zum altslawischen sit für Binsen, einer in Feucht- und Sumpfgebieten wachsenden Pflanze, hergestellt. Auch hier wäre der Ortsname von der Lage am Rand des Fiener Bruchs abgeleitet. Ein anderer möglicher Zusammenhang wird zu Göttin Ciza beziehungsweise Cisa gesehen. Weitere historische Schreibweisen des Ortes in Urkunden waren „Citz“, „Cziez“, „Cytz“, „Zietz“, „Tzietz“, „Cyditz“ und „Scydyz“.

## Politik

### Gemeindevertretung
| Wahl 2014                             | Anzahl | %    | +/−   | Sitze | +/− | ♀ |
| ------------------------------------- | ------ | ---- | ----- | ----- | --- | - |
| Wahlberechtigte                       | 811    |      |       |       |     |   |
| Wähler                                | 468    | 57.7 | −8,5  |       |     |   |
| Ungültige Stimmzettel                 | 19     | 4,1  | +0,6  |       |     |   |
| Gültige Stimmen (bis drei pro Wähler) | 1339   | 95,4 | −0,5  |       |     |   |
| Wählerinitiative Rosenau              | 393    | 29,4 | −4,4  | 3     | 0   | 1 |
| Freie Bürger und Bauern               | 365    | 27,3 | +27,3 | 3     | +3  | 1 |
| Arbeitsgemeinschaft Feuerwehr         | 240    | 17,9 | −2,5  | 2     | 0   | 0 |
| Christlich Demokratische Union        | 177    | 13,2 | +13,2 | 1     | +1  | 0 |
| Einzelbewerberin Christina Wartenberg | 164    | 12,2 | +12,2 | 1     | +1  | 1 |

Der Gemeindevertretung von Rosenau gehören zehn Gemeindevertreter und der ehrenamtliche Bürgermeister an. Die letzte Wahl zur Gemeindevertretung fand im Rahmen der Kommunalwahl 2014 am 25. Mai 2014 statt. Es handelte sich um eine kombinierte Personen- und Listenwahl. Jeder Wähler konnte bis zu drei Stimmen abgeben. Die Wahlbeteiligung lag bei 57,7 Prozent. Dies waren 8,5 Prozent weniger als bei der Wahl 2008, jedoch 11,5 Prozent mehr als im Landesdurchschnitt. Die Wahlbeteiligung brandenburgweit lag bei 46,2 Prozent.
Die meisten Stimmen konnte die Wählerinitiative Rosenau auf sich vereinigen. Sie kam auf 29,4 Prozent, wobei sie um 4,4 Prozent schlechter abschnitt als 2008. Bei der Wahl 2008 waren jedoch nur drei Wählergruppen angetreten. W.I.R. errang 2014 wie schon 2008 drei Sitze. Zweitplatzierte war die neu angetretene Gruppe Freie Bürger und Bauern mit 27,3 Prozent. Mit diesem Wahlergebnis errang sie drei Sitze in der Gemeindevertretung. Die Gruppe Arbeitsgemeinschaft Feuerwehr erzielte 17,9 Prozent. Sie verlor 2,5 Prozent gegenüber 2008, erhielt jedoch wiederum zwei Sitze in der GVV. Auf die Kandidaten der neu angetretenen CDU entfielen 13,2 Prozent, womit sie einen Sitz gewann. Das beste Ergebnis aller zur Wahl stehenden Personen erzielte die Einzelkandidatin Christina Wartenberg. Sie erhielt 164 Stimmen, was 12,2 Prozent entsprach. Insgesamt zogen drei Gemeindevertreterinnen in das Lokalparlament. Neben der Einzelkandidatin Christina Wartenberg gewann eine Kandidatin der Gruppen Wählerinitiative Rosenau und eine der Freien Bürger und Bauern einen Sitz.

### Bürgermeister
- 2003–2008: Hans-Joachim Probst (CDU)[60]
- 2008–2014: Rolf Geelhaar (Wählerinitiative Rosenau W.I.R.)
- 2014–2019: Hans-Joachim Probst (CDU)[61][62]
- 2019–2024: Rolf Geelhaar (Wählerinitiative Rosenau W.I.R.)[63]
- seit 2024: Denny Post (Freie Wähler Rosenau)

Post wurde bei der Bürgermeisterwahl am 9. Juni 2024 bei einem Gegenkandidaten mit 55,0 % der gültigen Stimmen für eine erste Amtszeit von fünf Jahren zum ehrenamtlichen Bürgermeister gewählt.

## Sehenswürdigkeiten und Kultur

### Bauwerke

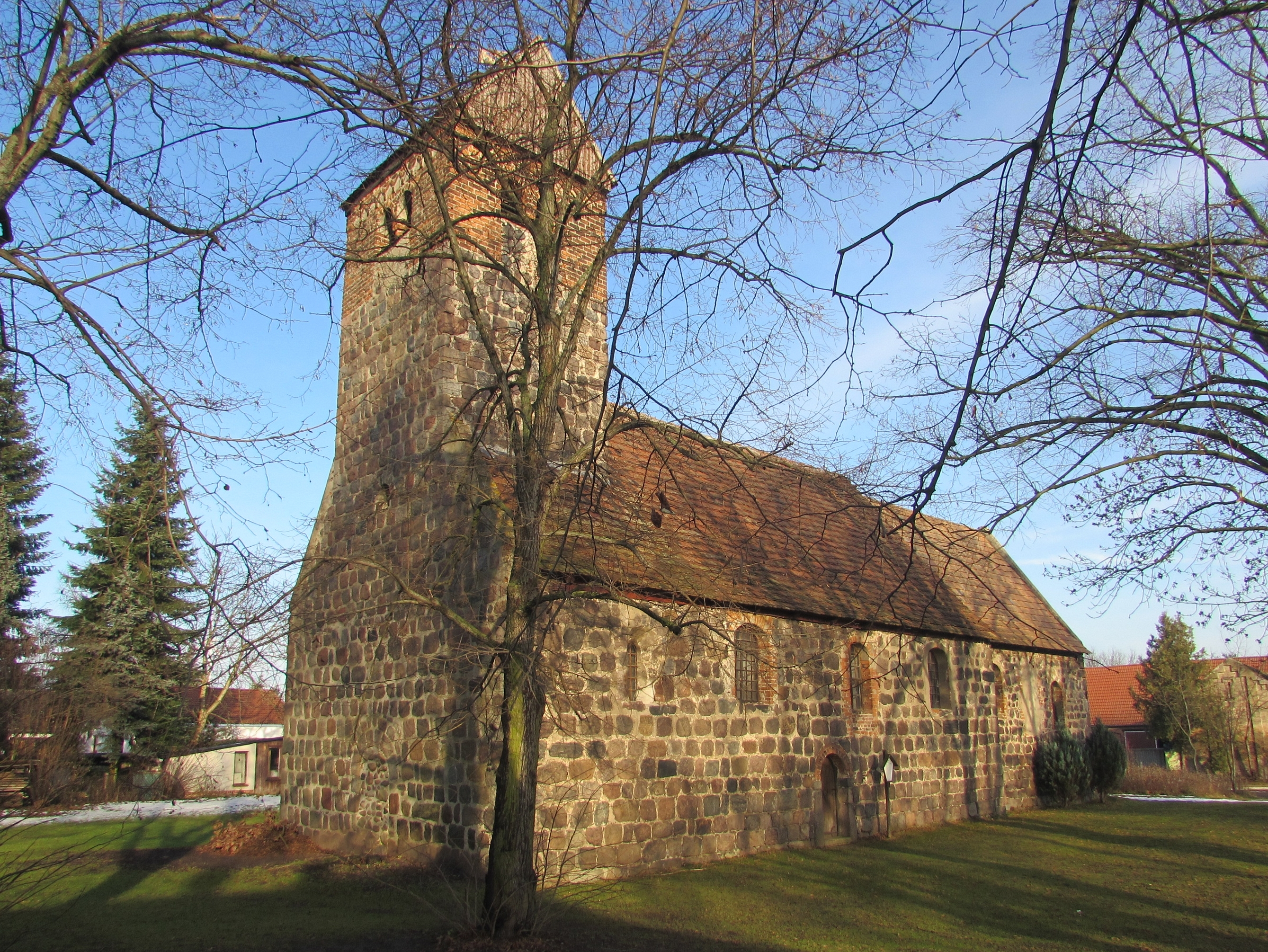
Die romanische Dorfkirche Viesen

In der Gemeinde Rosenau gibt es eine Reihe sehenswerter Feldsteinkirchen. Die Dorfkirche Viesen ist ein romanischer Kirchenbau vermutlich aus dem späten 12. oder dem 13. Jahrhundert. Auffällig sind die baulichen Veränderungen in verschiedenen Epochen. So gibt es Rundbogen- und Segmentbogenfenster und mit Ziegelsteinen ummauerte Fenster- und Türöffnungen. Das ursprüngliche und kleine rundbogige Westportal ist vermauert und stattdessen wurde ein Südportal im Kirchenschiff angelegt. Im Inneren der Kirche befindet sich ein hölzerner Altaraufsatz von 1684. Auf diesem sind übereinander das Abendmahl Jesu, die Kreuzigung und die Auferstehung bildlich dargestellt. Der mittlere und der obere Abschnitt sind von gewundenen Säulen flankiert. Seitlich befinden sich die Wappen der Familien von Britzke und von Byern, den Familien des Stifterehepaares des Altaraufsatzes. Eine polygonale verzierte Kanzel stammt aus dem Jahr 1686. Die südliche Empore ist mit Wappenmalereien verziert.

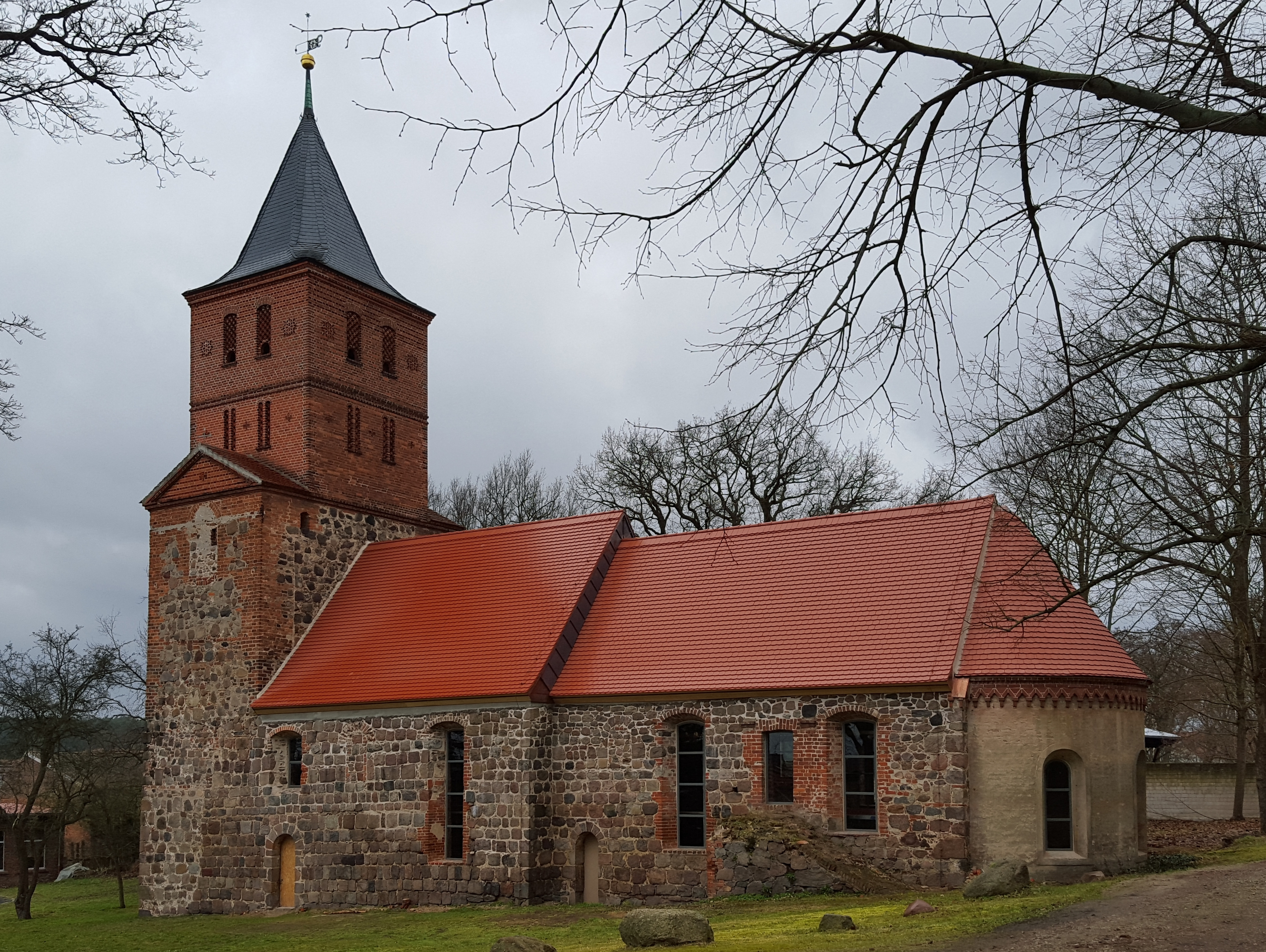
Die Dorfkirche in Rogäsen nach erfolgtem Wiederaufbau de Dachs

Die Dorfkirche Rogäsen war bis 2015 als Teilruine erhalten. Sie ist in ihren Grundmauern ebenfalls romanisch und aus dem 12. oder 13. Jahrhundert, war jedoch ebenfalls verschiedenen größeren baulichen Veränderungen unterworfen. 1897 wurde an den verlängerten Chor eine neue Apsis angebaut und der Turm aufgestockt. Im Jahr 1978 stürzte das Dach des Kirchenschiffs aufgrund seines schlechten baulichen Zustandes ein. Die Reste des Daches wurden abgetragen und die Fenster und das Inventar entfernt. 1993 erfolgte die bauliche Sicherung des Turms. Saniert wurde dieser 2003. Im Juli 2015 begann der Wiederaufbau des Dachs und die Sanierung des Kirchenschiffs und des Chorraums.
Südöstlich der Rogäsener Kirchenruine befindet sich am Hang zum Fiener Bruch das Gutshaus Rogäsen, ein schlossartiger, zweiflügliger klassizistischer Bau. Dieses Gutshaus war Wohnstätte der Familie von Werder und ab dem 19. Jahrhundert einer Linie der Grafen von Wartensleben. Zum Gutshaus gehören eine kleine Parkanlage und Bedienstetenhäuser. Nach der Enteignung nach 1945 wurde das Gebäude verschiedentlich genutzt. So war in der DDR beispielsweise über mehrere Jahrzehnte eine Schule im Gebäude untergebracht. Seit dem Verkauf in den 1990er Jahren befindet sich das Gutshaus wieder in privatem Besitz.
Ein rundbogiges Südportal zum Chorraum der Dorfkirche Zitz belegt den romanischen Ursprung des Bauwerks. Es handelt sich ebenfalls um eine für die Gegend und das Mittelalter typische Feldsteinkirche. Die Kirche wurde nach ihrer Zerstörung im Dreißigjährigen Krieg im 18. Jahrhundert wieder aufgebaut. Eine verputzte Apsis kragt weit aus dem Chor heraus. Der Kirchturm im Stil des Barock ist ebenfalls verputzt.

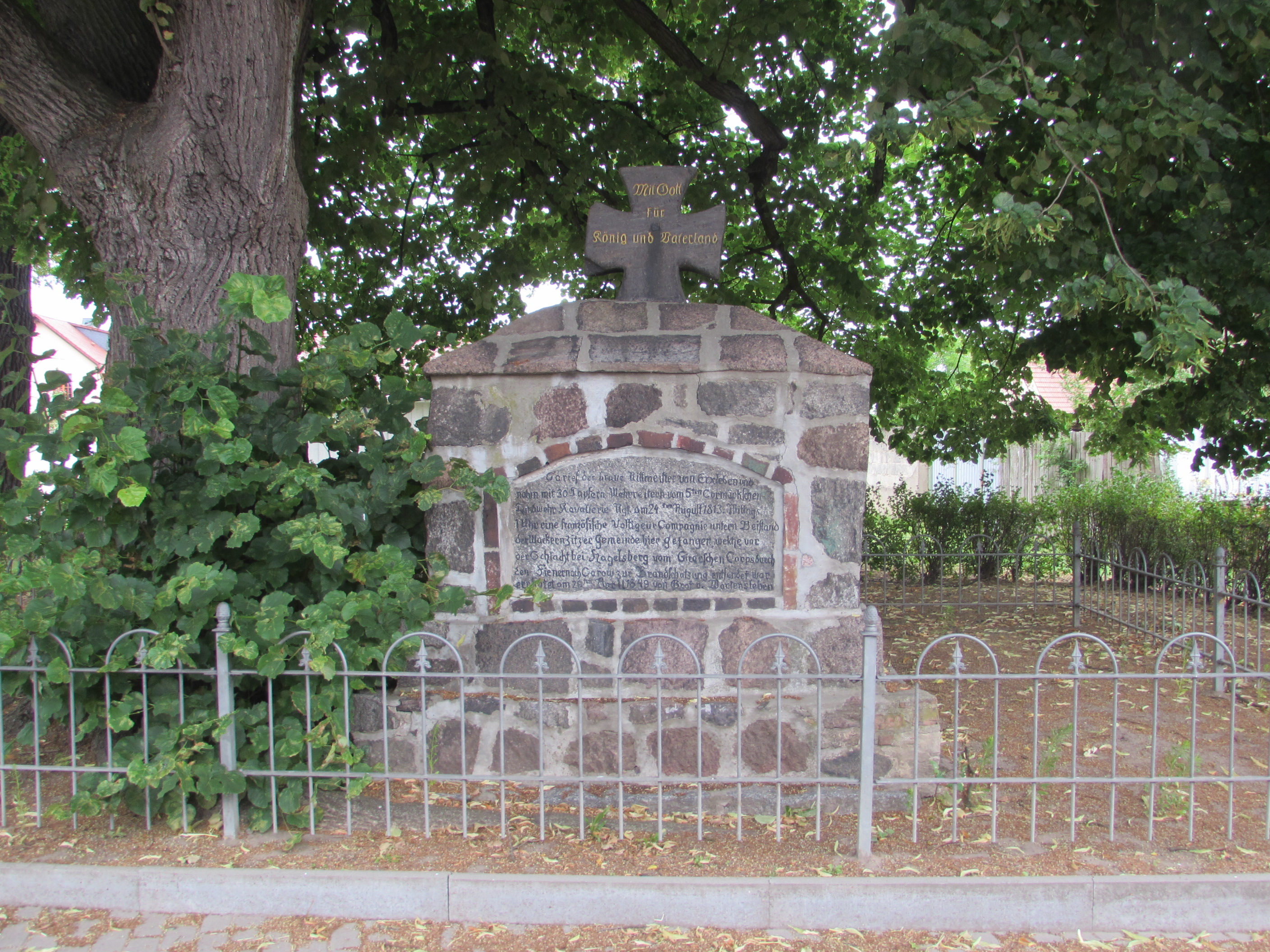
Das Zitzer Denkmal für den Kampf in den Befreiungskriegen am 29. August 1813 im Ort

An der Dorfstraße in Zitz erinnert ein Denkmal an die Kämpfe während der Befreiungskriege im August 1813 im Dorf, als ein preußisches Kavallerie-Regiment mit der Hilfe der Zitzer Dorfbevölkerung etwa 120 plündernde französische Soldaten überwältigte und den größten Teil, etwa 100 Mann, festsetzte beziehungsweise gefangen nahm. Dieses Denkmal ließ der Graf von Wartensleben, dessen Rittergut im benachbarten Karow eines der Ziele der plündernden französischen Einheit war, am 29. April 1849 errichtet.

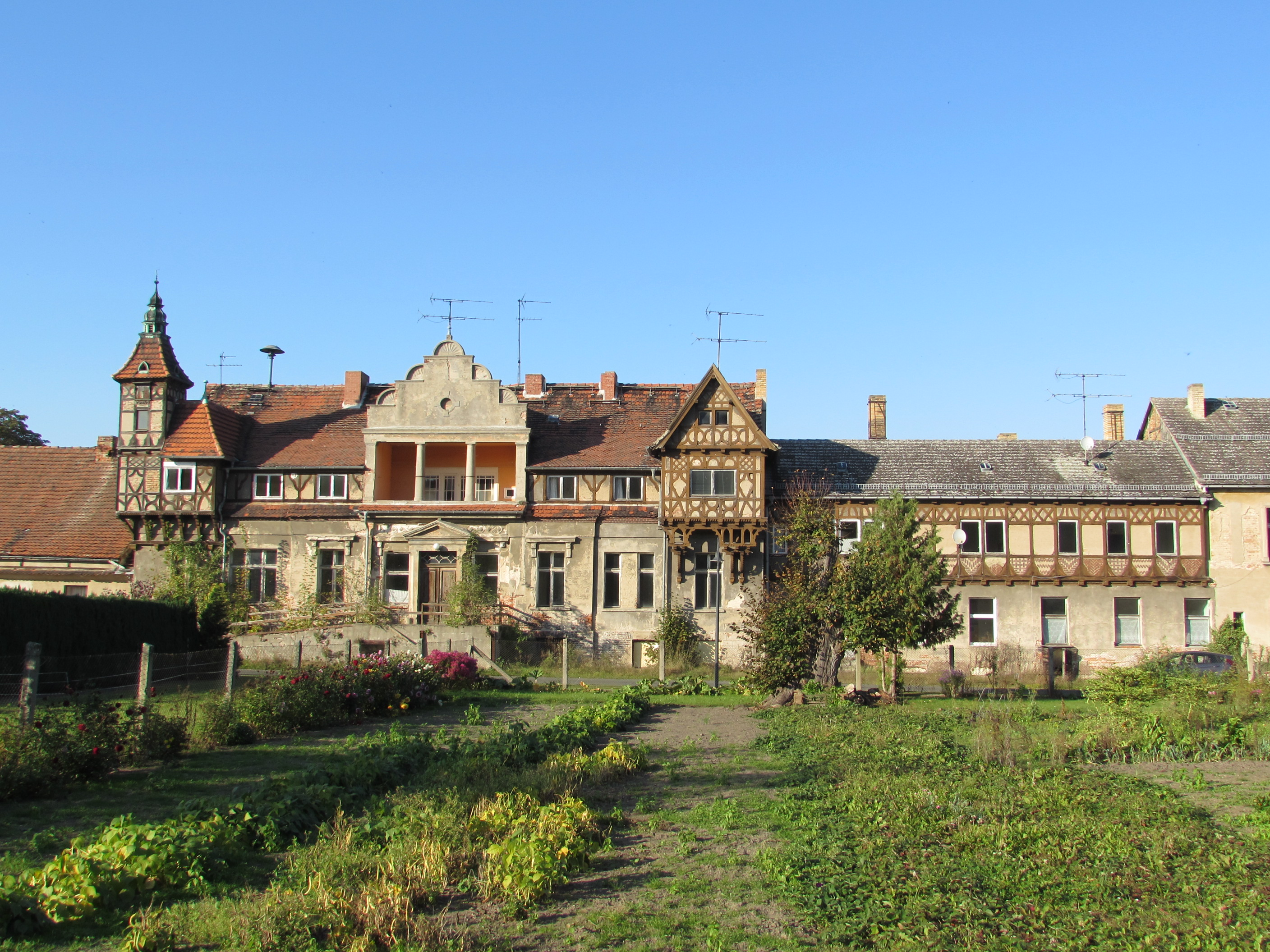
Das Gutshaus Warchau

Das Gutshaus Warchau ist ein in Teilen historistischer Bau im Heimatstil. 1650 ließ die Familie von Schildt ein barockes Gutshaus errichten. Friedrich Adolph Ferdinand von Britzke kaufte das Gut 1818. 1871 ließ die Familie von Britzke das Gutshaus umfassend umbauen und mit einem auffälligen Fachwerkaufbau erweitern. Das Gebäude diente in der DDR-Zeit als Wohnhaus und steht seit mehreren Jahren leer. Es ist äußerst baufällig und bedarf einer grundlegenden Sanierung. Westlich des Gutshauses liegt der ehemalige, öffentlich zugängliche Gutspark mit einer Teichanlage.
Eine weitere mittelalterliche Feldsteinkirche ist die Dorfkirche Warchau aus dem 12. Jahrhundert. Sie entstand in mindestens zwei Bauabschnitten. Die ältesten Teile der Kirche sind die Apsis, der Chor und der östliche Teil des Schiffes mit dem Triumphbogen. Später wurde das restliche Kirchenschiff errichtet. Es wird angenommen, dass ein erster größerer Umbau der Kirche bereits um das Jahr 1300 erfolgte. Der in Fachwerk errichtete Kirchturm stammt aus dem Jahr 1727. Wertvolle Schnitzereien im Inneren der Kirche gingen in den 1970er Jahren durch Diebstahl verloren.
Sehr ähnlich der Warchauer ist die Dorfkirche Gollwitz. Sie entspricht bis auf geringfügige Abweichungen in Abmessungen und Proportionen der im Nachbarort. Die Dorfkirche stammt aus dem 13. Jahrhundert. Um das Jahr 1700 wurde der Innenraum im Stil des Barock ausgestattet. Die Kirche enthält einen reich verzierten Kanzelaltar und das alte Patronatsgestühl. Der als Giebelreiter aufgesetzte hölzerne Uhren- und Glockenturm stammt aus dem Jahr 1878. Vor dem Ersten Weltkrieg wurden Empore und Orgel installiert und Ausmalungen des Innenraumes vorgenommen.
Auf dem Gollwitzer Berg stehen die Überreste eines Turmbaus, den der Graf von Wartensleben in den Jahren 1847 bis 1848 mit einem kleinen Jagdschloss errichten ließ und den er Lebenswarte nannte. Nachdem das Jagdschloss im Laufe der Jahrzehnte verfiel, existiert nur noch die Ruine des Turms.

### Kulturveranstaltungen

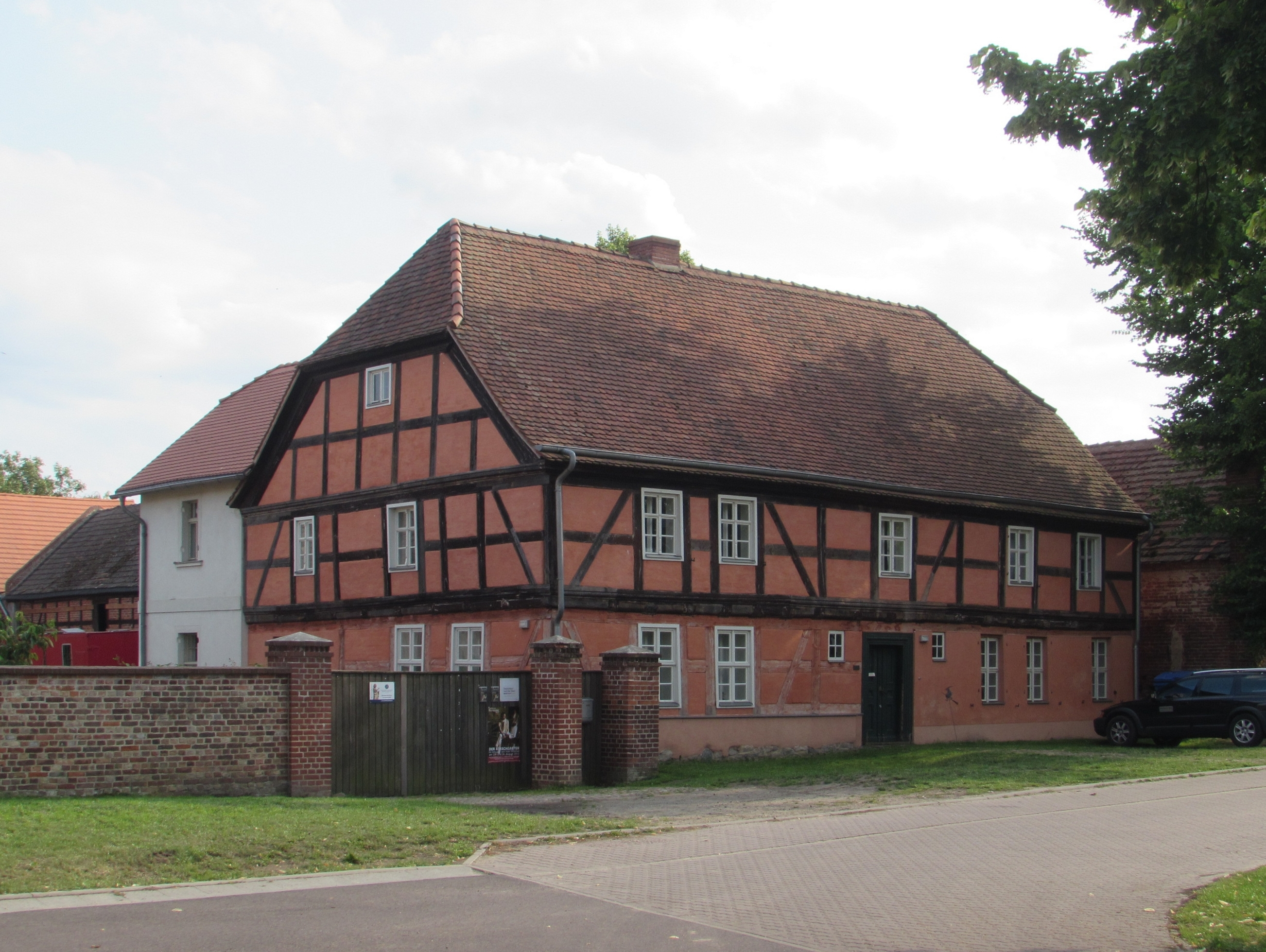
Auf dem Lehnschulzenhof findet alljährlich der Viesener Theaterfrühling statt

Im Ortsteil Viesen befindet sich die Lehnschulzenhofbühne. Diese wird von dem im Januar 2009 gegründeten Kulturverein LehnschulzenHofbühne Viesen e. V. getragen. Das Ziel des Vereins ist es, den ehemaligen Lehnschulzenhof in Viesen, einem sanierten Fachwerkhof, als Veranstaltungsort für Schauspiel und Kunst zu etablieren. Der Lehnschulzenhof ist in privatem Besitz und wird in erster Linie für die Zucht von Polopferden und als Übernachtungsstätte genutzt. Wichtigste Veranstaltung der Lehnschulzenhofbühne ist der seit 2009 jährlich stattfindende Viesener Theaterfrühling. Weiterhin finden Gastspiele, Autorenlesungen, Konzerte und Filmvorführungen statt. So gab es beispielsweise Gastspiele des neuen theaters Halle, des Uckermärkischen Nationaltheaters und Lesungen des Schriftstellers Gellert Tamas.

### Sport
Einziger Sportverein der Gemeinde Rosenau ist der 1993 gegründete SV Rogäsen mit einer Fußball- und einer Tischtennisabteilung. Vereinsfarben sind Grün-Weiß-Schwarz. Die Herren-Fußballabteilung spielt in der Saison 2014/15 in der 1. Kreisklasse, nachdem sie in der Spielzeit 2013/14 aus der 2. Kreisklasse aufgestiegen ist. Die Herren der Abteilung Tischtennis spielen als SV Rogäsen/Zitz in der Kreisliga Brandenburg. Die Vereinsanlagen befinden sich beiderseits der Viesener Dorfstraße am östlichen Ende des Dorfes. So liegt die kommunale Sportanlage mit Trainings- und Spielplätzen der Fußballer und Umkleiden am Friedensberg und eine Kegelbahn und die Tischtennisanlage dem Gutshaus gegenüber.

## Schutzgebiete

### Gesamtdarstellung
Ein großer Teil der Gesamtfläche Rosenaus ist mit sich teilweise überlappenden Schutzgebieten ausgewiesen. Der südliche Bereich liegt im europäischen Vogelschutzgebiet Fiener Bruch (SPA-Gebiet). Nordöstlich von Viesen hat Rosenau Anteil am Landschaftsschutzgebiet Brandenburger Wald und Seengebiet. Die Buckau und die sie begleitenden Gräben im Fiener Bruch sind als FFH-Gebiet Buckau und Nebenfließe Ergänzung unter Schutz gestellt. Als geschützter Landschaftsbestandteil sind zwei Flächen ausgewiesen, mit dem Namen Fiener Bruch bei Zitz ein Areal südwestlich des Dorfes Zitz und als Warchauer Mühle ein Gebiet zwischen Warchau und Gollwitz. In Viesen ist eine Linde als Naturdenkmal ausgewiesen. Weitere Bereiche sind als geschützte Biotope und einige Straßen als geschützte Alleen deklariert.
| Schutzausweisung                   | Name                               | Größe in ha |
| ---------------------------------- | ---------------------------------- | ----------- |
| Landschaftsschutzgebiete           | Brandenburger Wald- und Seengebiet | 9.980       |
| SPA-Gebiete                        | Fiener Bruch                       | 6.338,27    |
| FFH-Gebiete                        | Buckau und Nebenfließe Ergänzung   | 137         |
| Geschützte Landschaftsbestandteile | Fiener Bruch bei Zitz              |             |
|                                    | Warchauer Mühle                    |             |
| Naturdenkmale                      | Dorf-Linde                         |             |

### Vogelschutzgebiet Fiener Bruch

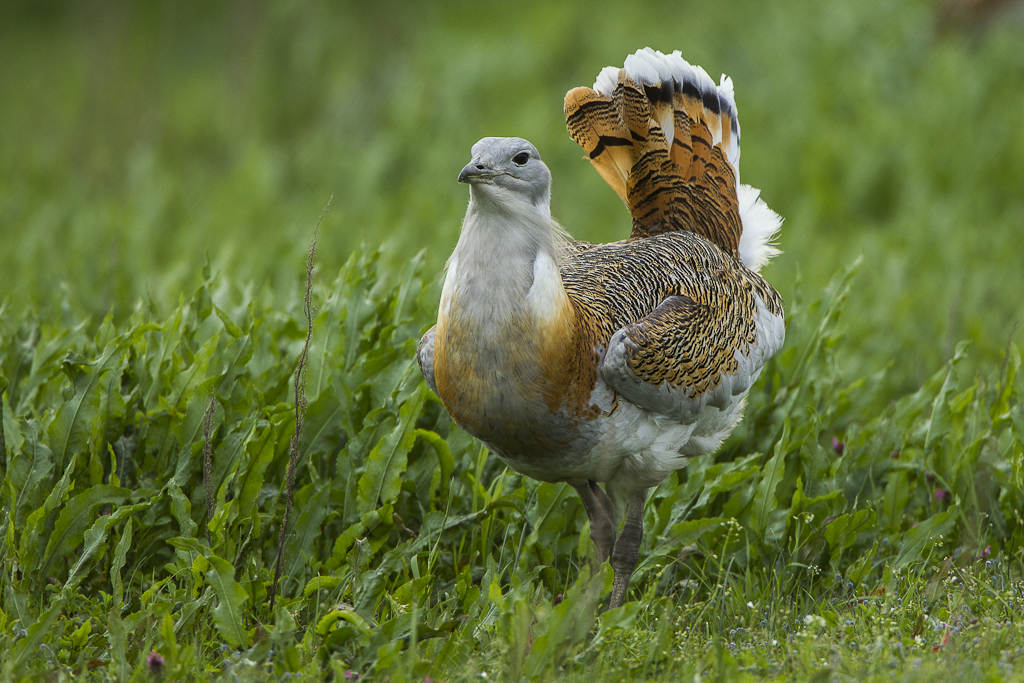
Das Fiener Bruch ist einer der letzten Lebensräume der Großtrappen, der schwersten flugfähigen Vögel, in Deutschland. Aufnahme aus Ungarn

Mehr als die Hälfte der Gemeinde Rosenau, der gesamte südliche Bereich, liegt im europäischen Vogelschutzgebiet Fiener Bruch. Dieses ist zweigeteilt, reicht über die Landesgrenze nach Sachsen-Anhalt und hat eine Gesamtfläche von etwas über 10.000 Hektar. 6.338,27 Hektar entfallen auf das brandenburgische, 3.667 Hektar auf das sachsen-anhaltische Teilgebiet. Neben Rosenau haben die Städte Brandenburg an der Havel und Ziesar und die Gemeinden Wusterwitz und Wenzlow Flächen am brandenburgischen Teilgebiet. Außer dem Feuchtgebiet Fiener Bruch selbst sind auch angrenzende Fläche, in Rosenau beispielsweise die südliche Karower Platte, eingefasst. Das Fiener Bruch ist ein wichtiges Rast- und Brutgebiet für verschiedene vom Aussterben bedrohte oder gefährdete Vogelarten. So ist es eines von nur noch drei Brutgebieten der äußerst gefährdeten Großtrappen in Deutschland. Die beiden anderen Gebiete sind die Belziger Landschaftswiesen einige Kilometer südöstlicher im Baruther Urstromtal und das Havelländische Luch nördlich der Stadt Brandenburg an der Havel. Zwischen den drei Populationen finden natürliche Wanderungsbewegungen statt. Nachdem der Bestand im Fiener Bruch in den 1990er Jahren bis auf etwa 10 Tiere eingebrochen war und das Erlöschen der Population drohte, erholt sich dieser aufgrund umfassender Schutzmaßnahmen seit dem Anfang des 21. Jahrhunderts wieder. Im Februar 2015 ergab die alljährlich durchgeführte Zählung wieder etwa 60 Individuen im Fiener Bruch. Weitere brütende Vogelarten im Fiener Bruch und auf angrenzenden Flächen sind beispielsweise das Rebhuhn, Wiesenweihe, Rohrweihe, Kranich, Kiebitz, Großer Brachvogel, Eisvogel, Schwarzspecht, Sperbergrasmücke, Braunkehlchen, Wiesenpieper, Weißstorch, Sumpfohreule und Fischadler. Seeadler, Schwarzstorch, verschiedene Gänse- und weitere Vogelarten nutzen das Bruch als Rast- und Nahrungsgebiet.

## Wirtschaft

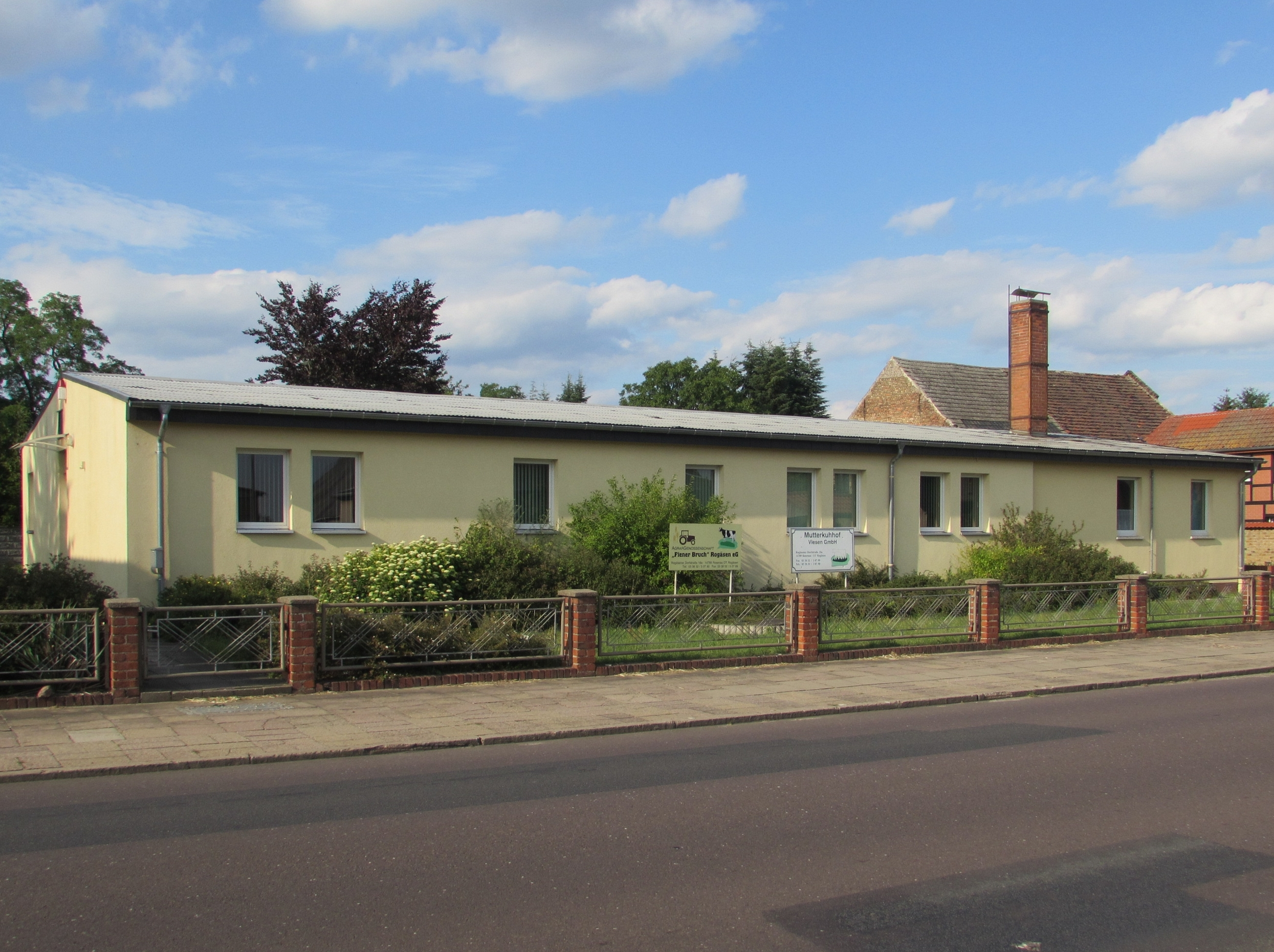
Sitz der Agrargenossenschaft „Fiener Bruch“ Rogäsen e.G. und der Mutterkuhhof Viesen GmbH in Rogäsen

Die Landwirtschaft ist der wichtigste Wirtschaftsfaktor in der Gemeinde Rosenau. Mehr als 70 Prozent der Flächen werden für Ackerbau und Viehzucht genutzt. Nach der politischen Wende wurden die Landwirtschaftlichen Produktionsgenossenschaften (LPG) aufgelöst oder in andere Rechtsformen überführt. In Rosenau beschäftigt die Agrargenossenschaft „Fiener Bruch“ Rogäsen e.G., die Nachfolgerin der vormaligen LPG, etwa 40 Mitarbeiter. Sie hat sich auf Milchviehwirtschaft spezialisiert. Neben dieser existiert die Mutterkuhhof Viesen GmbH, ein ausgelagertes Unternehmen. Der Firmensitz beider befindet sich in der Rogäsener Dorfstraße. Nach der Trockenlegung des Fiener Bruchs Ende des 18. Jahrhunderts wurde die Viehwirtschaft in den angrenzenden Orten intensiviert. In Viesen wurde 1915 eine Stammzuchtgenossenschaft für die Zucht schwarzbunter Niederungsrinder gegründet. Nachdem es im Zuge beziehungsweise in Folge des Zweiten Weltkriegs zur starken Dezimierung der Zuchtbestände gekommen war, wurde diese in der Folge wieder aufgebaut und vergrößert. 1953 wurde die privatwirtschaftliche Herdbuchgenossenschaft in eine Landwirtschaftliche Produktionsgenossenschaft überführt. Zucht- und Prüfverbände und die Vatertierhaltung lagen in dieser Zeit bei der Vereinigung der gegenseitigen Bauernhilfe (VdgB). In der DDR errangen Rinder der LPG auf Landwirtschaftsausstellungen häufig vordere Platzierungen. Die ehemalige Wusterwitzer LPG, in der die Warchauer Genossenschaftsbauern eingebunden waren, besteht als Agrargenossenschaft Wusterwitz weiter.
Forstwirtschaftlich genutzt werden in erster Linie Bereiche der Karower Platte, wie die Hügelkuppen. 23 Prozent der Flächen der Gemeinde sind bewaldet. Der größte Teil der Forste ist monokulturell mit Kiefern bewachsen. Kleinere Flächen beispielsweise am Friedensberg bei Rogäsen oder am Weinberg bei Zitz tragen Laubwald.

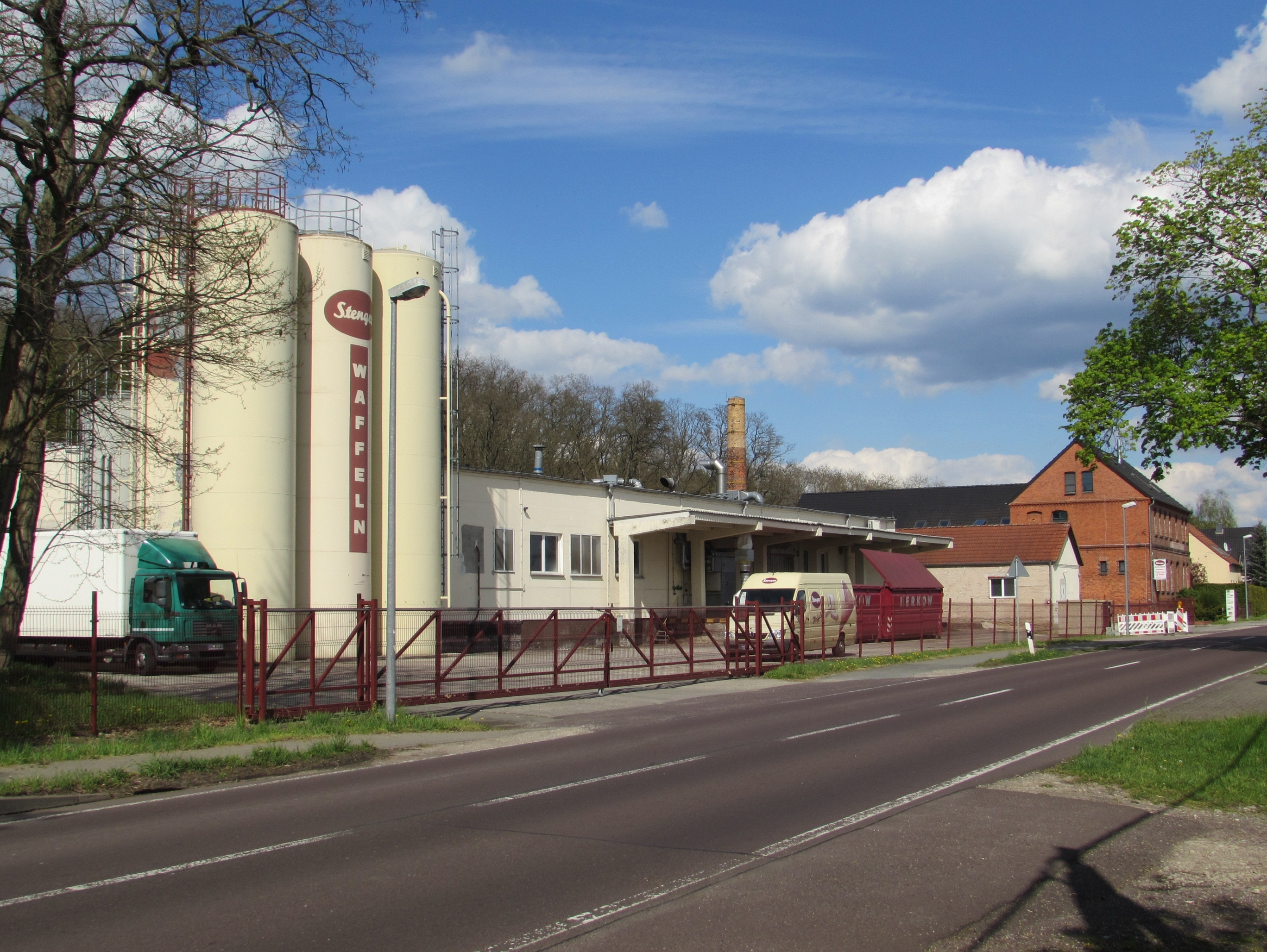
Waffelfabrik in Rogäsen

In Rosenau gibt es keine größeren Industriebetriebe. Ein großer Teil der Berufstätigen pendelt zur Arbeit in das nahegelegene Brandenburg an der Havel. In Rogäsen existiert eine Waffelfabrik der Firma Stenger Waffeln, die den Betrieb 1991/1992 übernahm. Die Fabrik befindet sich in der Stätten der ehemaligen, 1902 eröffneten und 1971 stillgelegten Dampfmolkerei. Bereits 1972 wurde nach erfolgtem Umbau in den Werksanlagen eine Zweigstelle der Waffelfabrik KONSÜ der Konsumgenossenschaft eröffnet. Im 19. beziehungsweise 20. Jahrhundert gab es in den Dörfern mehrere Ziegeleien, in Viesen eine Stärkefabrik und an der Eisenbahnlinie bei Rogäsen und in Gollwitz Dampfmolkereien.
Seit Oktober 2003 befindet sich auf der Hochfläche der Karower Platte der Windpark Zitz-Warchau. Dieser besteht aus 20 Windkraftanlagen des Typs Neg Micon NM64/1500 mit einer Nennleistung von jeweils 1500 Kilowatt und einer Gesamtnennleistung von 30 Megawatt. Nördlich von Viesen ist eine 7 Hektar große Bergbaufläche ausgewiesen, in der im Tagebau Sand und Kies angebaut werden.

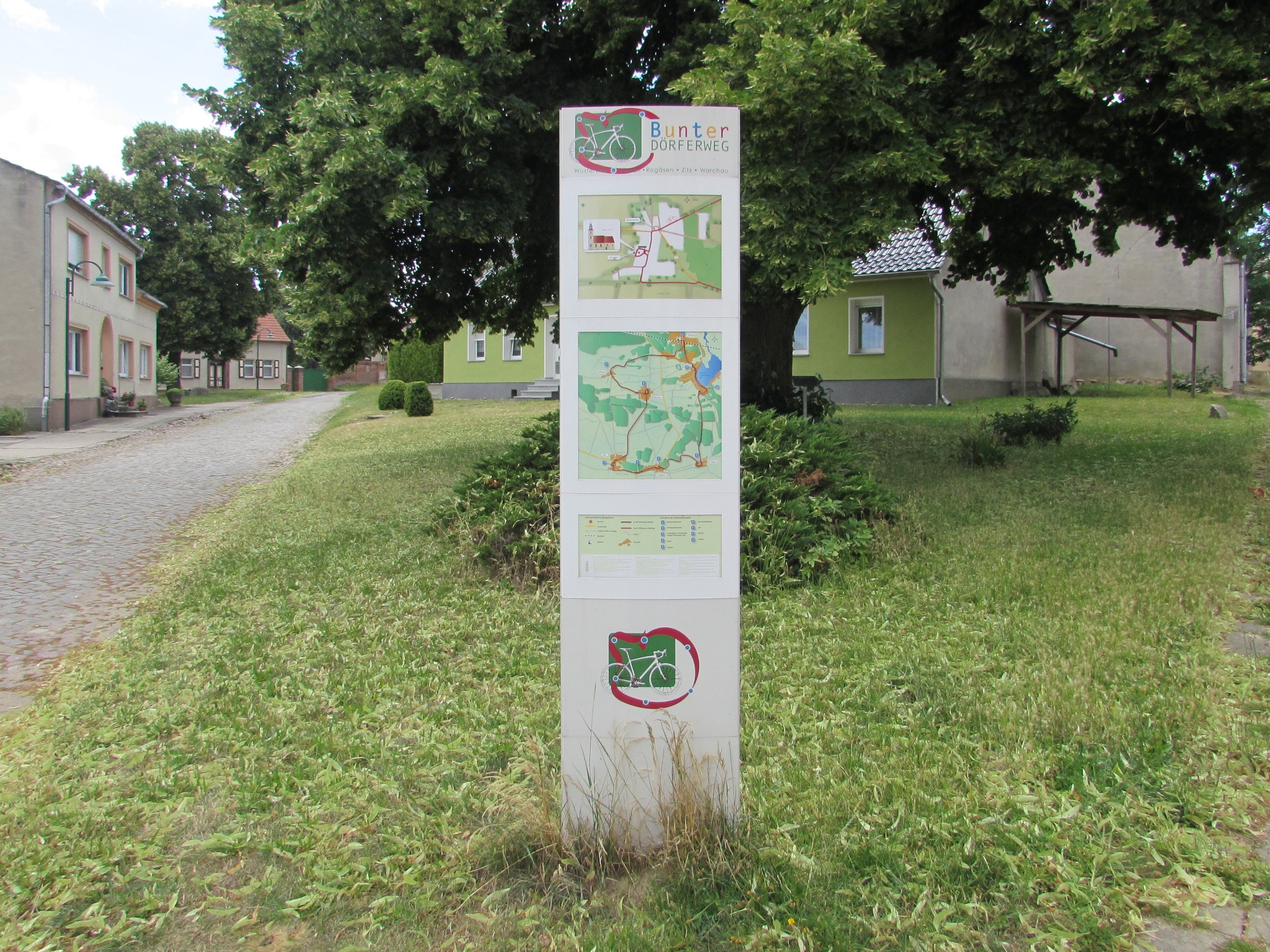
Informationstafel des Radwanderwegs Bunter Dörferweg in Zitz

Der Tourismus spielt in der Gemeinde bislang eine nur untergeordnete Rolle. Es gibt nur wenige Übernachtungsmöglichkeiten. Der Lehnschulzenhof in Viesen bietet Bed and Breakfast an und ein Gnadenhof in Rogäsen wird gemeinsam mit einer Pension betrieben. Seit 2014 führt der Telegraphenradweg, ein Radfernweg, der die ehemaligen Stationen des Preußischen optischen Telegrafen verbindet, durch Rosenau. Ein weiterer Radwanderweg ist der Bunte Dörferweg, der als Rundkurs den Bahnhof Wusterwitz über Landstraßen und Feldwege mit Wusterwitz, Viesen, Rogäsen, Zitz, Warchau und Gollwitz verbindet. Der Rundweg hat eine Länge von etwa 27 Kilometer. An neun Stationen im Verlauf des Radwanderwegs vorrangig in den Dorfmitten sind Schautafeln mit Informationen beispielsweise zu Ortsgeschichten und Bauwerken aufgestellt.

## Infrastruktur

### Verkehr

#### Straßenverkehr
Durch die Gemeinde führt von Norden nach Süden die Landesstraße 96 (L 96). Aus Richtung Norden von der Bundesstraße 1 kommend führt sie über die Karower Platte und durch Rogäsen. Dort schwenkt sie nach Westen um und folgt über etwa einen Kilometer dem Rand der Hochfläche, ehe sie westlich von Rogäsen wieder nach Süden abbiegt und über den Fiener Damm das Bruch in Richtung Ziesar überquert. Bei Ziesar besteht ein Anschluss zur Bundesautobahn 2. Unmittelbar vor dem Fiener Damm geht von der L 96 die Landesstraße 961 ab und folgt weiter dem Rand der Karower Platte. Sie durchquert Zitz und führt zur Landesgrenze zu Sachsen-Anhalt, wo sie als Kreisstraße weitergeführt wird. In Rogäsen zweigt ostwärts in Richtung Viesen die Kreisstraße 6939 von der L 96 ab. Sie führt zur Gemeindegrenze zu Brandenburg an der Havel und als kommunale Straße weiter zum Ortsteil Mahlenzien. Eine weitere Hauptstraße, die in der Gemeinde verläuft, ist die Kreisstraße 6954, die von der L 96 in Richtung Wusterwitz abzweigt und von dort nach Warchau führt.

#### Nahverkehr/Bus
Die Gemeinde Rosenau ist seit 1999 Teil des Verkehrsverbundes Berlin-Brandenburg (VBB), des flächengrößten Verkehrsverbundes Deutschlands. Als Umlandgemeinde der Stadt Brandenburg ist Rosenau der Tarifzone C zugeordnet. Zwei Buslinien der Verkehrsgesellschaft Belzig verkehren durch die Orte. Es werden in Rosenau sieben Bushaltestellen bedient. Wichtigste Verbindung ist die Linie 560 von Brandenburg über Wusterwitz nach Ziesar. An Schultagen verkehren bis zu zehn beziehungsweise elf Verbindungen, wobei nicht immer alle Halte bedient werden. An Samstagen fährt der Bus drei- und sonn- und feiertags zweimal je Richtung, wobei Viesen, Warchau und Gollwitz an solchen Tagen nicht angefahren werden. Die Linie 562, die über einen anderen Weg von Brandenburg nach Ziesar verkehrt, bedient an Wochentagen mit einzelnen Fahrten die Haltestelle Viesen.

#### Eisenbahn

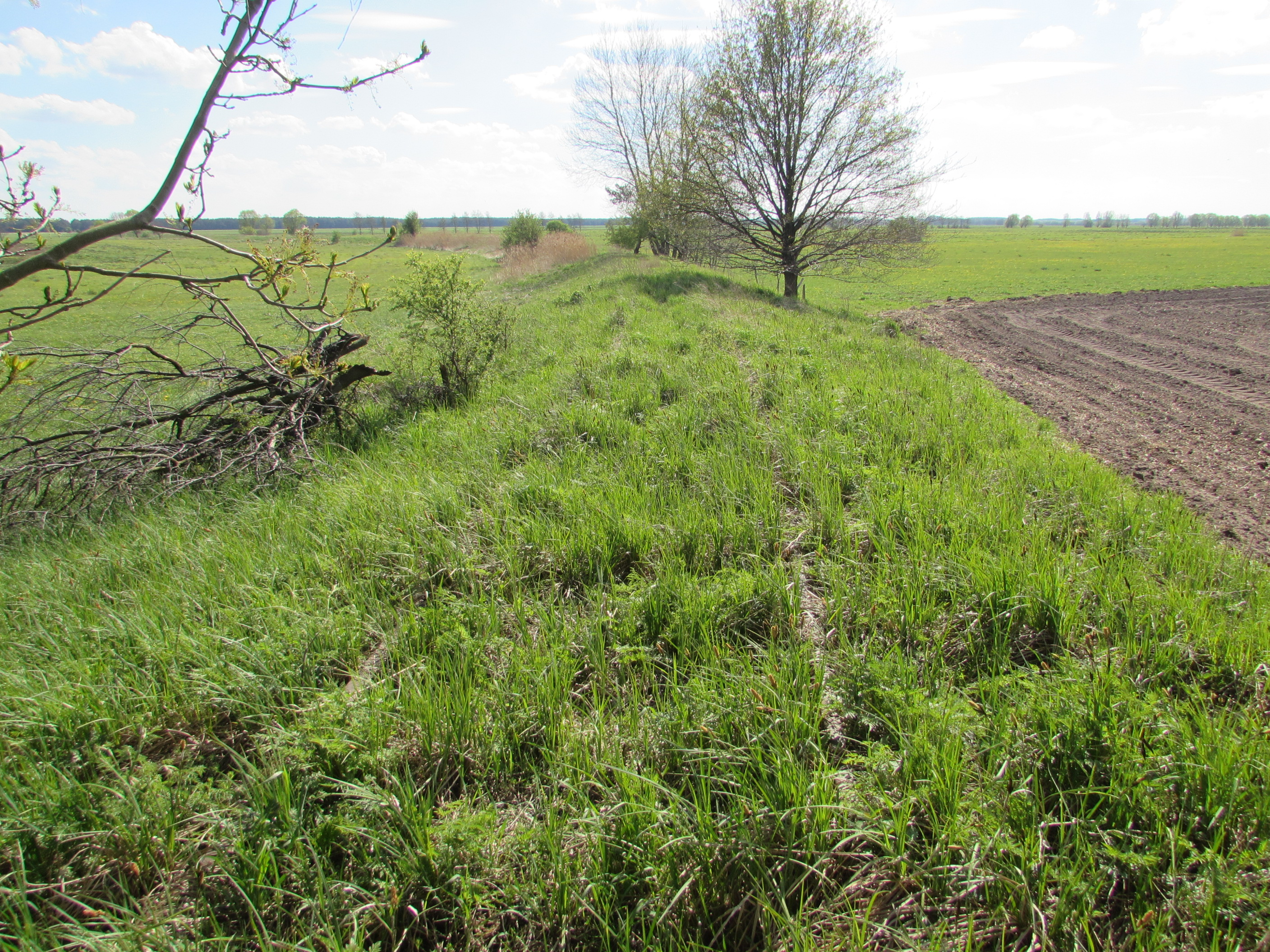
Bahndamm der ehemaligen Bahnstrecke Wusterwitz–Görzke im Fiener Bruch

Über mehrere Jahrzehnte des 20. Jahrhunderts waren Warchau, Rogäsen und Zitz an das deutsche Eisenbahnnetz angeschlossen. Es existierten zwei Strecken. Die bedeutendere war die 1901 eröffnete Bahnstrecke Wusterwitz–Görzke. Warchau war mit einem Haltepunkt angebunden. Ein Bahnhof befand sich zwischen den Gemeinden Rogäsen und Zitz unmittelbar vor der Querung des Fiener Bruchs. Durch das Bruch verlief ein Bahndamm parallel zum Fiener Damm. Der Bahnhof, der in den ersten Jahren offiziell Bahnhof Zitz-Rogäsen hieß, gewann 1912 an Bedeutung, als dort die Bahnstrecke Rogäsen–Karow abzweigte. Diese hatte einen Haltepunkt in Zitz. Aufgrund der Eröffnung der Strecke nach Karow und des Haltepunktes Zitz erfolgte die Umbenennung des Bahnhofs Zitz-Rogäsen in Bahnhof Rogäsen. 1914 verkehrten auf der Strecke von Wusterwitz nach Görzke täglich jeweils vier Züge in beiden Richtungen. Ein weiteres Zugpaar fuhr verkürzt von Rogäsen nach Ziesar. Die Verbindung von Rogäsen nach Karow wurde täglich mit drei Fahrten je Richtung bedient. 1939 fuhren auf der Strecke zwischen Wusterwitz und Ziesar täglich vier Züge je Fahrtrichtung und ein Zug von Wusterwitz nach Karow und zurück. Nach 39 Jahren Betrieb stellte die Deutsche Reichsbahn 1951 den Verkehr auf der Linie von Rogäsen nach Karow wieder ein. Die Bahnverbindung zwischen Wusterwitz und Ziesar über Rogäsen und Warchau bestand im Personennahverkehr bis 1971 und im Güterverkehr bis 1974. Anschließend stellte die Reichsbahn auch auf dieser Strecke den Verkehr ein und ließ die Gleisanlagen zurückbauen. Reste des Gleises sind noch auf dem Bahndamm durch das Fiener Bruch vorhanden.

### Bildung und öffentliche Einrichtungen
In der Gemeinde Rosenau gibt es keine Schulen mehr. Die nächstgelegenen Grundschulen befinden sich in Wusterwitz, Ziesar und Wollin. Die Thomas-Müntzer-Oberschule mit Grundschule in Ziesar ist gleichzeitig eine weiterführende Schule, die bis zur zehnten Klasse besucht werden kann. Andere weiterführende Schulen wie die Berufsorientierte Oberschule Kirchmöser oder Gymnasien befinden sich in der Stadt Brandenburg an der Havel. Die nächstgelegenen Hochschulen sind die Medizinische Hochschule Brandenburg, die Technische Hochschule Brandenburg und die Universität Potsdam. Die nächstgelegenen Kindertagesstätten befinden sich ebenfalls in Wusterwitz, Ziesar und Wollin.
Die Freiwillige Feuerwehr Rosenau besteht aus den Feuerwehren der Orte. Es gibt in allen Dörfern Feuerwehrhäuser mit Lösch- und Einsatzfahrzeugen. Die Gemeindevertretung führt ihre Sitzungen wechselnd in den Dorfgemeinschaftshäusern der Ortsteile durch. Die zuständigen Behörden im Amt Wusterwitz sind in der August-Bebel-Straße 10 in Wusterwitz angesiedelt.

### Medizinische Einrichtungen
Die nächsten niedergelassenen Ärzte, Zahnärzte und Physiotherapeuten befinden sich in Wusterwitz und Ziesar. Die nächstgelegenen Krankenhäuser sind das Universitätsklinikum Brandenburg an der Havel als Krankenhaus der Schwerpunktversorgung, das Sankt-Marien-Krankenhaus als geriatrisches, die Asklepiosklinik als neurologisches und psychiatrisches Spezialkrankenhaus und die Heliosklinik Hohenstücken als neurologische Rehabilitationseinrichtung in der Stadt Brandenburg an der Havel. Für den Rettungsdienst sind die Rettungswachen in Brandenburg und Ziesar zuständig. Der nächstgelegene Standort eines Rettungshubschraubers befindet sich ebenfalls in der Stadt Brandenburg.

### Medien
Die Märkische Allgemeine (MAZ) mit Sitz in Potsdam ist die größte Tageszeitung im westlichen Land Brandenburg. Die für den Brandenburger Landkurier und somit die lokalen Nachrichten der Gemeinde zuständige Lokalredaktion hat ihren Sitz in Brandenburg an der Havel. Neben der MAZ gibt es die beiden kostenlosen, über Anzeigen finanzierten Zeitungen Brandenburger Wochenblatt (BRAWO) und PreussenSpiegel, die regionale und lokale Nachrichten publizieren.

## Persönlichkeiten
- Hans Christian von Brietzke (1705–1783), geboren in Viesen, preußischer Offizier
- Dietrich von Werder (1740–1800), geboren in Rogäsen, preußischer Beamter
- Franz Ziegler (1803–1876), geboren in Warchau, deutscher Politiker und Schriftsteller, 1840–1849 Oberbürgermeister von Brandenburg an der Havel
- Ludwig Graf von Wartensleben (1831–1926), Politiker, Gutsherr, starb in Rogäsen
- Eberhardt Bethge (1909–2000), geboren in Warchau, evangelischer Pastor und Theologe
- Bertram Hönicke (* 1942), Volkskammer- und Bundestagsabgeordneter, Gemeindevertreter und stellvertretender Bürgermeister in Viesen